# Перелік палаців-садиб України
Пере́лік сади́бних пала́ців Украї́ни за сучасними областями з вказівками існування і сучасного використання.

## Вінницька обл

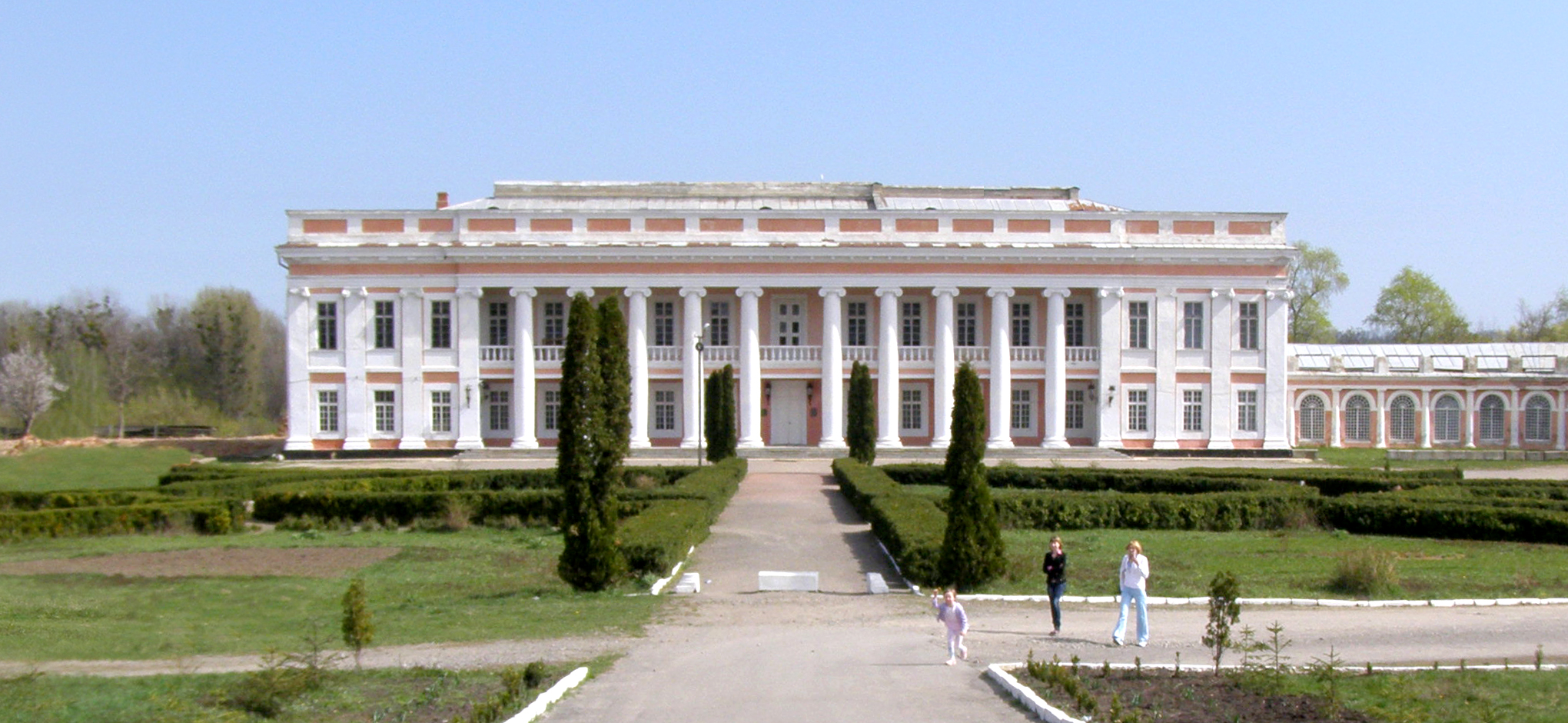
Палац Потоцьких у Тульчині

- с.Антопіль, садиба кінця 18 ст., палац доби класицизму, перебудови у XIX і XX ст., пейзажний парк 30 га
- с.Андрушівка (Вінницький район), палац кінця 18 ст., перебудови початку 19 ст., збережений.
- Браїлів, садиба фон Мекк, смт., XIX ст., палац — автодорожний технікум
- с.Верхівка (Гайсинський район), палац 1890-х рр, пейзажний парк(проект садівника В. Кроненберга), навчальний заклад
- смт. Вороновиця, Палац Горохольського, класицизм, Вороновицький музей історії авіації та космонавтики України
- Дашів (смт), Іллінецький район, садиба кінця XIX ст., неокласицизм
- Капустяни, Палац Щеньовських.збережено, школа.
- Котюжани, Мурованокурилівецький район, садиба початку 20 ст., неоренесанс, збережена, пейзажний парк.
- Красносілка (Бершадський район), Палац Ліпковських, збережений, без вікон.
- Межирів (Межиров), садиба Андрія Орловського, палац кінця XVIII ст, класицизм (1793 р.?), зруйновано.
- Муровані Курилівці, залишки замку XVI ст. і садиба 1805 р., один з трьох колишніх флігелів, перебудови на початку 20 ст. (Наполеон Орда. «Палац родини Комарів» 1871 — 1873 рр)
- с. Нападівка, палац Ланге, XIX ст., класицизм, руїна.
- Нараївка (Гайсинський район) Нараївський палац|Неоготичний палац Фелікса Меленівського, спалений більшовиками.
- Носківці (Жмеринський район), Палац Потоцьких, збудований очевидно Станіславом Щесним Потоцьким, стіни — руїни.
- м. Немирів, палац Щербатових і пейзажний парк, закладений у XIX ст. (архітектор Іржі Стібрал), збережений, санаторій.
- Ободівка (Гайсинський район), Палац Собанських, палац збережений в зруйнованому стані, архітек. Маєр, садівник Діонісій Міклер.
- Печера (село), Тульчинський район, Палац Потоцьких, архітектор Ян Гойріх (перебудова), палац був копією Тульчинського, але вдвічі менший, палац спалений під час революції та розібраний на цеглу, зберігся парк, мавзолей родини Потоцьких.
- П'ятничани, Палац Горохольських, (вул. Мічуріна, 32), садиба доби класицизму, зберігся господарський дім-палац, флігелі зруйновані, пейзажний парк 32 гектари.
- селище Северинівка садиба Северина Орловського, палац, класицизм XIX ст, збережено, санаторій
- с. Спичинці, палац Собанських, неоренесанс, XIX ст., школа
- Стара Прилука, Палац Борецького, XVIII ст., необароко, копія президентського Маріїнського палацу в Києві, збережений, дитячий інтернат
- с. Серебринці садиба, палац кінця XVIII ст. у стилі зрілого класицизму. Повністю зберігся ліпний декор інтер'єрів, частково виконаний з полірованого алебастру.
- палац Потоцьких (Тульчин), класицизм (архітектор Лекруа 1757 — 1782 рр.), збережено частково, нині Тульчинське училище культури.
- м. Хмільник, Хмільницький замок, Палац графа Ксідо, класицизм і еклектика початку 20 ст., готельчик, стан напіваварійний.
- Чернятин, Жмеринський район, Палац Вітославських, триповерховий палац з вежами, неоготика, XIX ст., збережена, навчальний заклад
- с. Чорномин, графський Чорноминський палац 1820-х рр., збережений, перебудови під школу.
- м. Шаргород, замкова кам'яниця XVI ст., ренесанс, (започаткував князь Ян Замойський) єдина подібна на теренах України, прямокутна, первісне планування 16 століття.

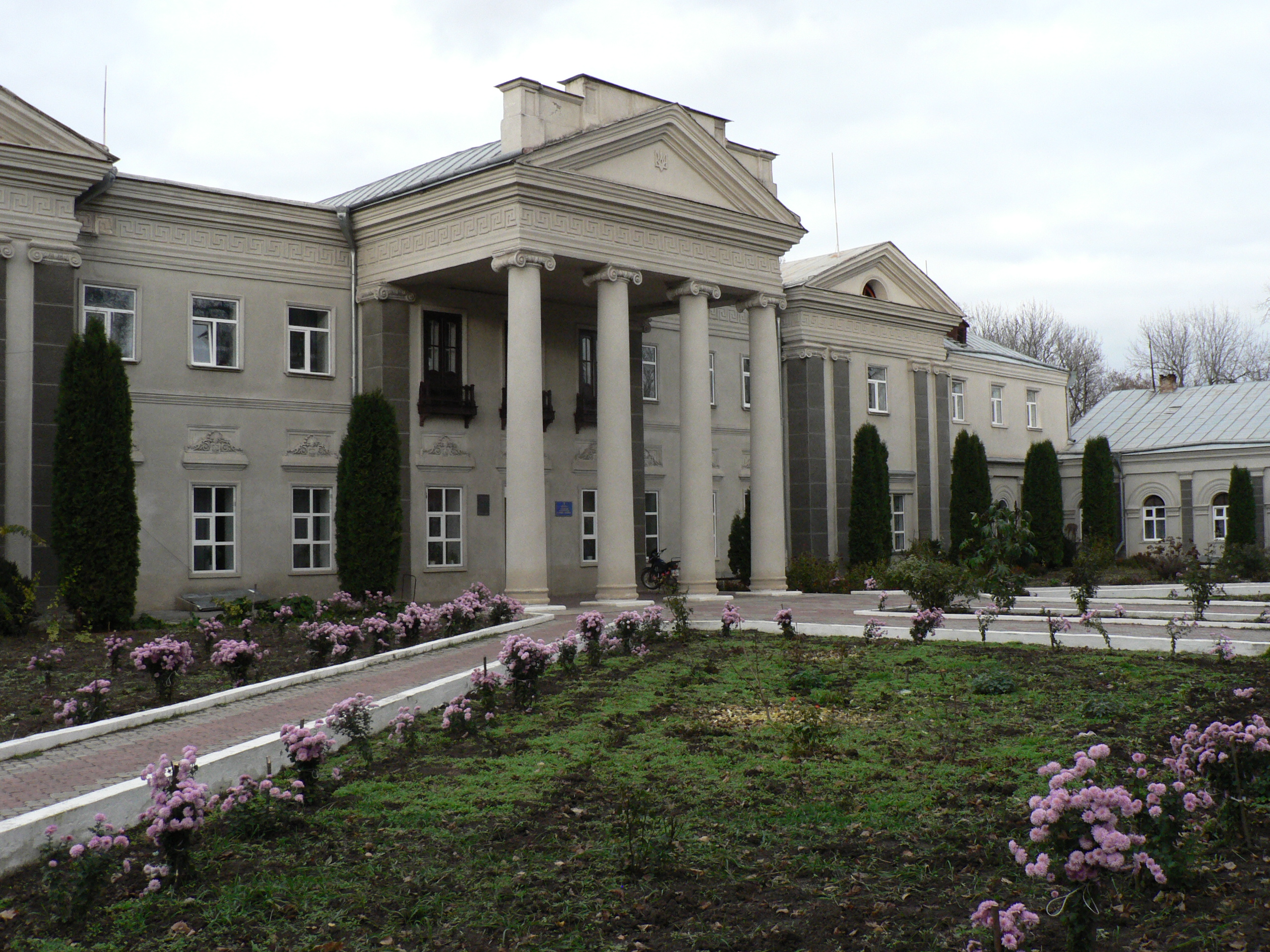
Антопільський палац
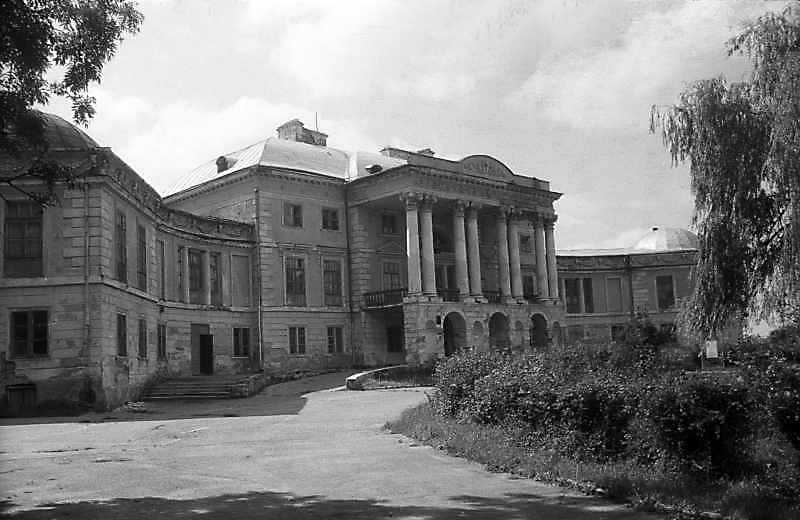
Палац Горохольського в Вороновиці
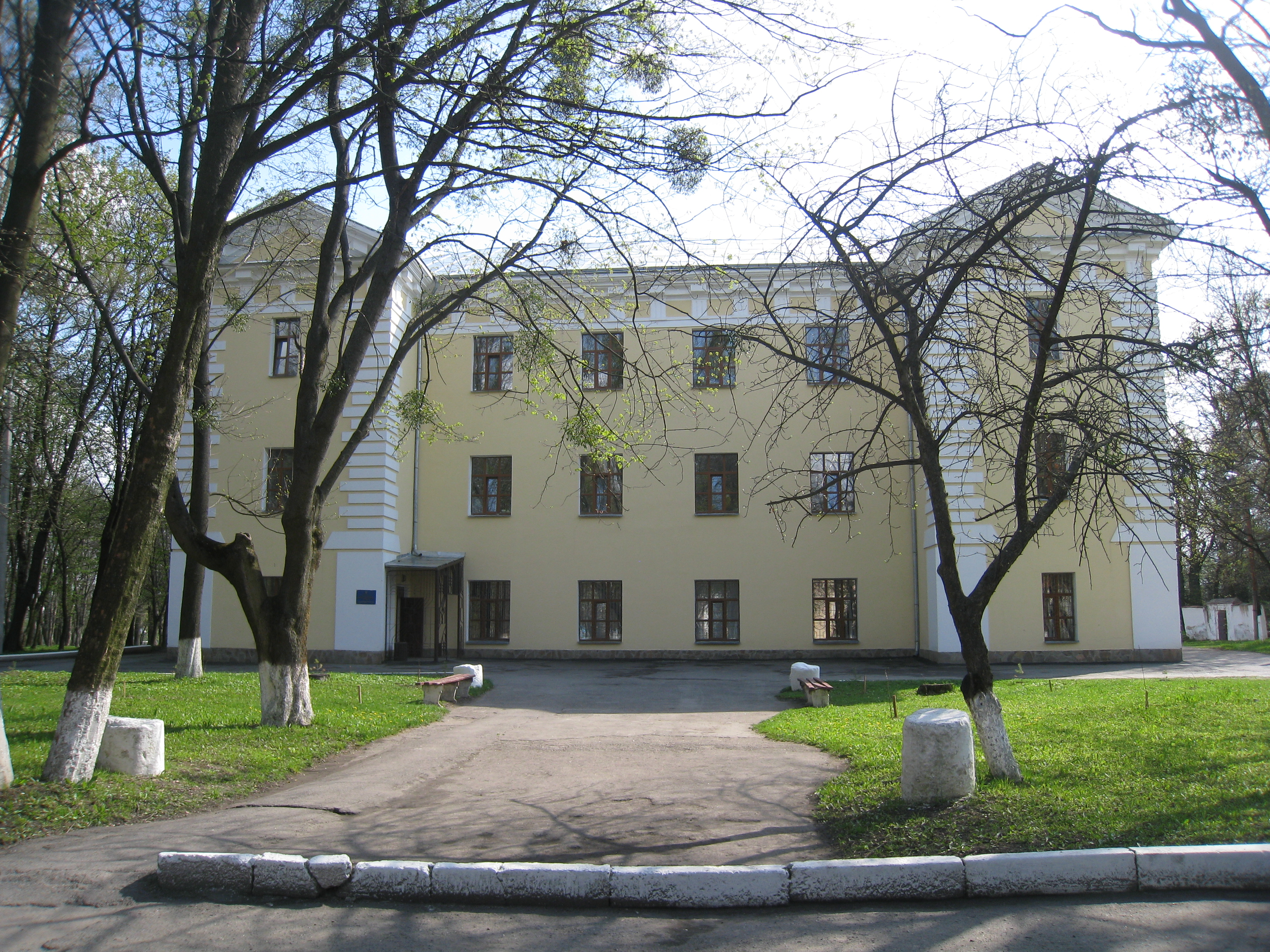
Палац Горохольських в Вінниці
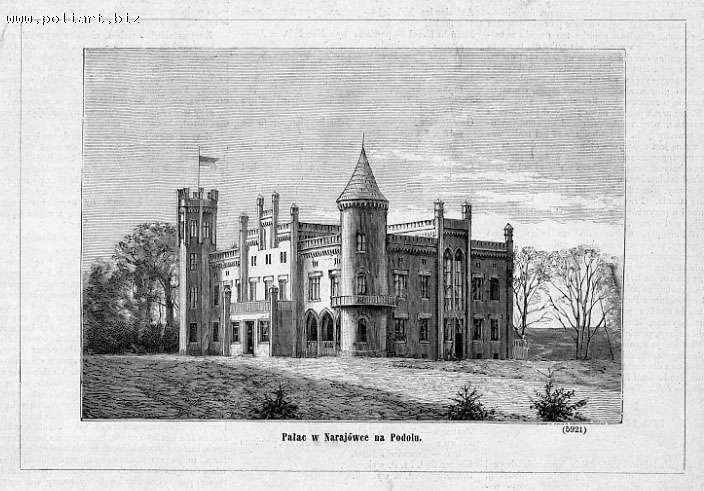
Палац Меленівського в Нараївці
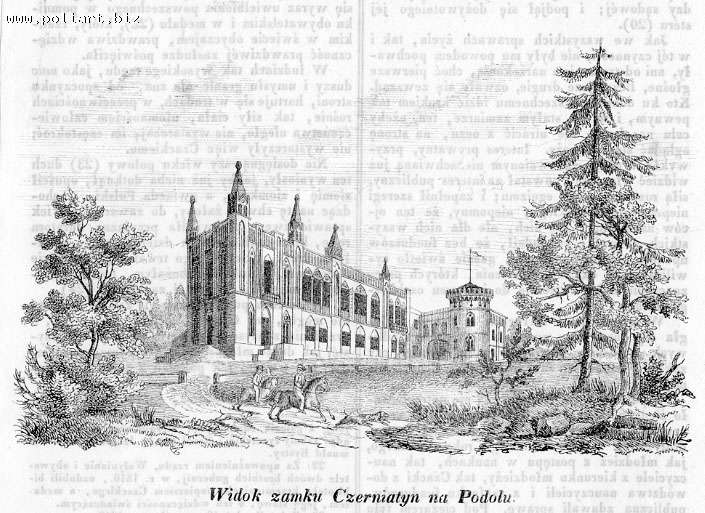
Палац Вітославських в Чернятині

## Волинська обл
- с. Затурці, маєток Липинських з парком. Перебуває на реконструкції
- смт. Луків, палац Мйончинських кінця XVIII ст. з парком. Збережено, туберкульозна лікарня
- м. Любомль, палац Браницьких кінця XVIII ст. Частково зруйнований у часи Другої світової війни, збереглися підмурки північної частини, південна частина збережена (ремонтована, двоповерхова).
- Олицький замок і палац XVI–XVIII ст., володіння родини Радзивілл. Збережено, Волинська психіатрична лікарня № 2.
- с. Піща, садиба Гутовського, 1890 р. (до комплексу садиби входять будинок, господарчі будівлі, млин і каплиця). Потребують ґрунтовної реставрації.

Садиба Липинських, Затурці
- Палац Мйончинських, Луків
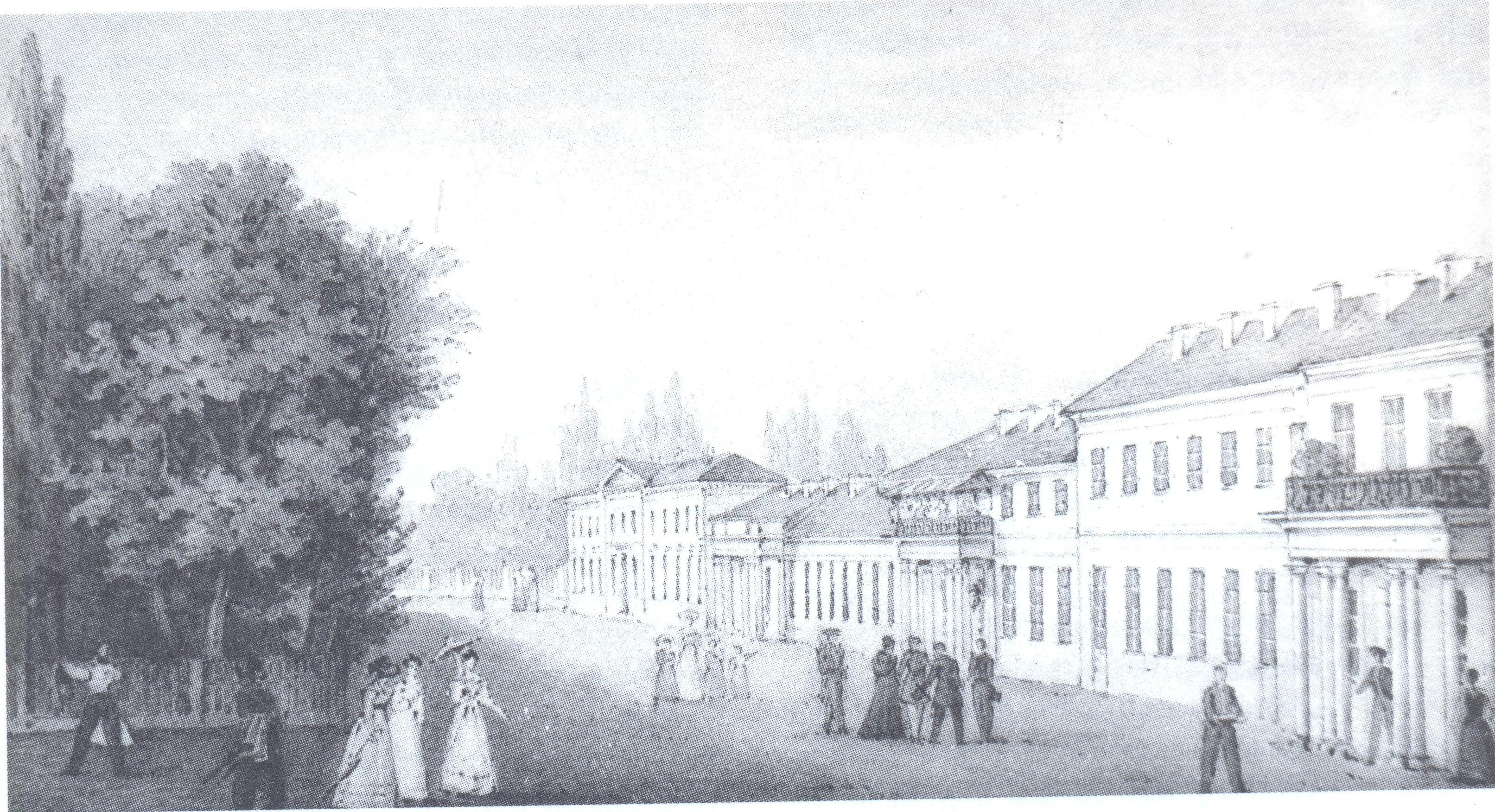
Палац Браницьких, Любомль 1827 р.
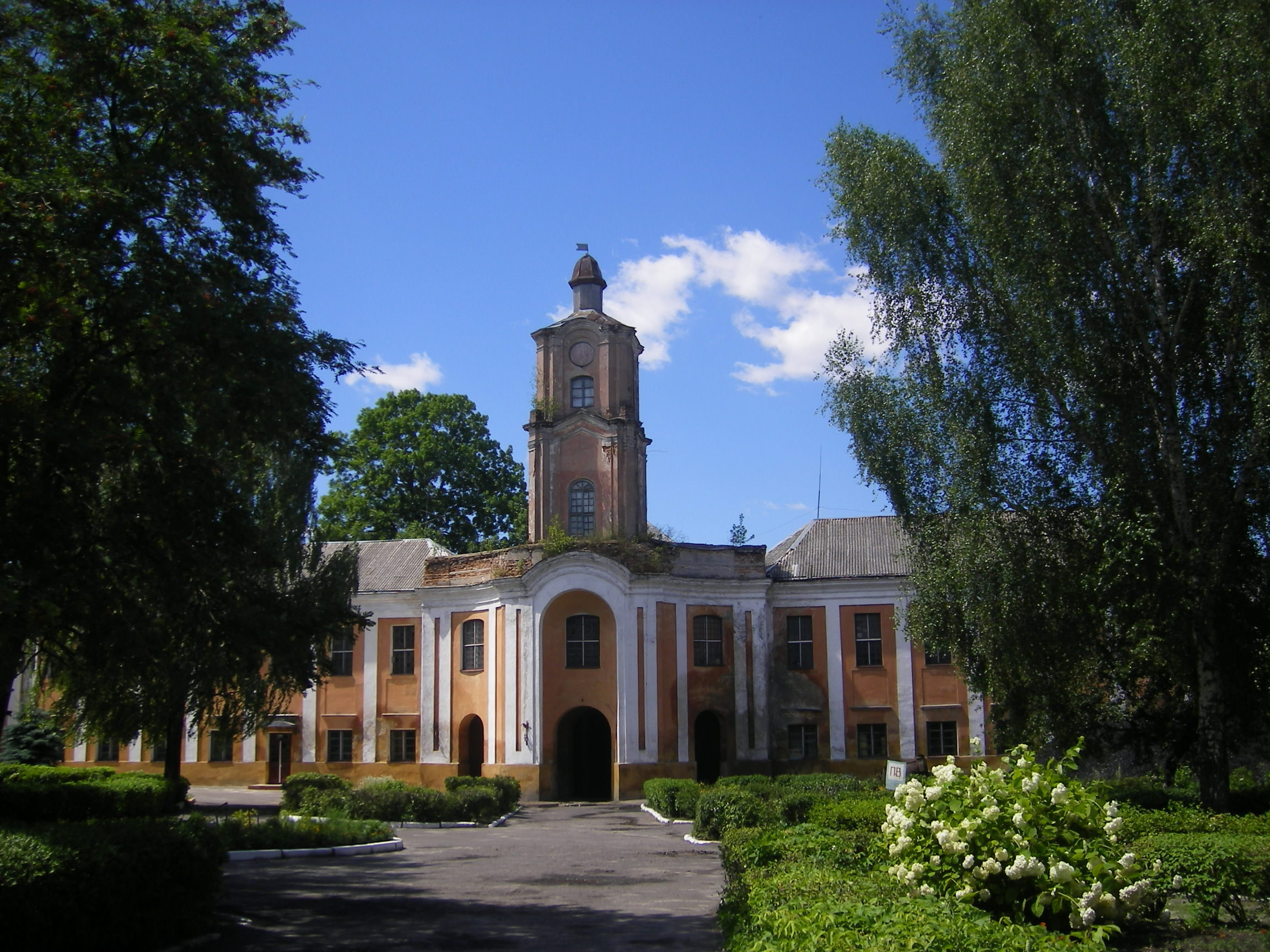
Олицький замок

## Дніпропетровська обл

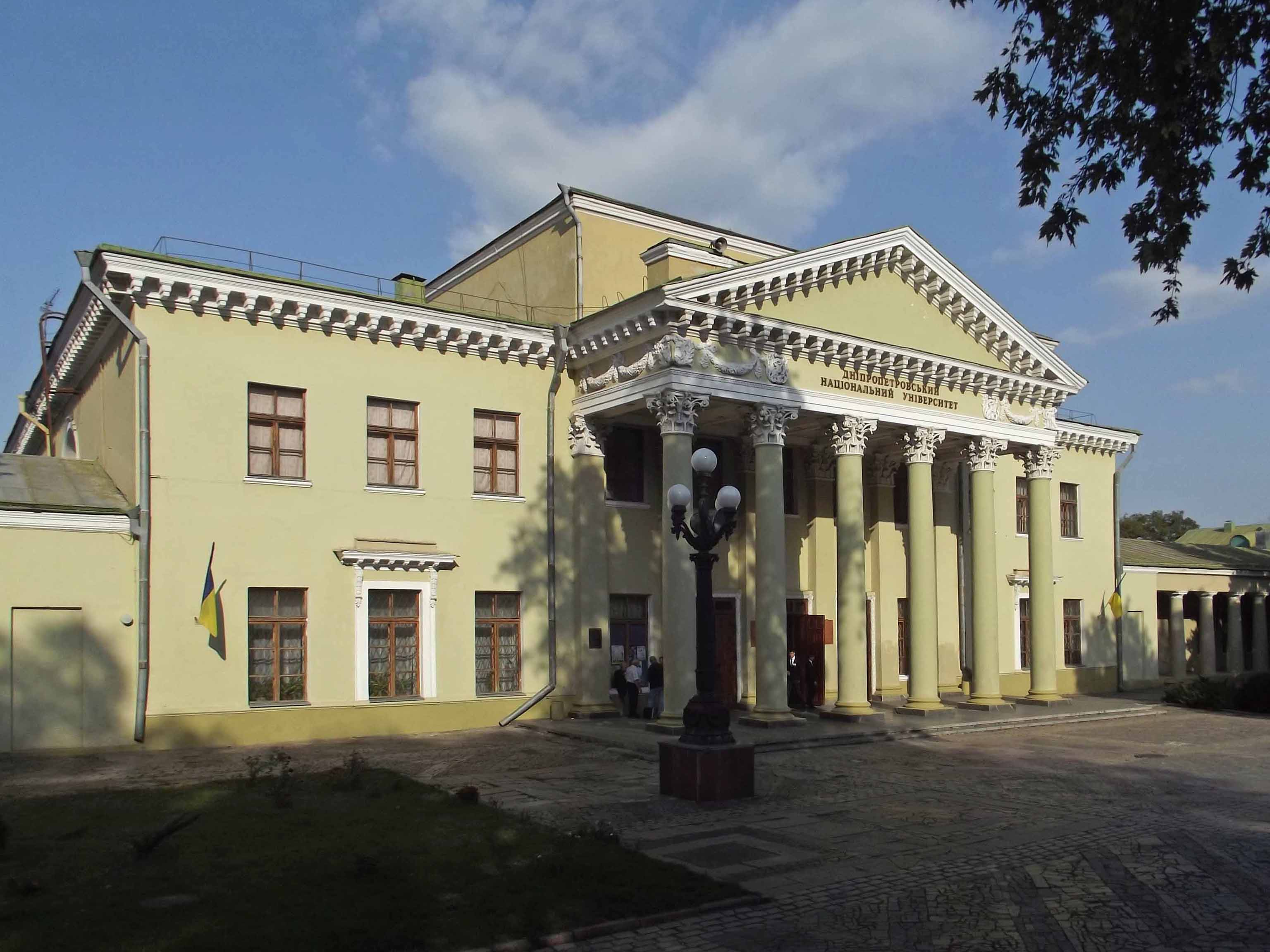
Колишній палац Г.Потьомкіна, нині - Палац Студентів

- м. Дніпро, палац губернатора Г. Потьомкіна 1786 року (архітектор І. Є. Старов). Значні перебудови (руйнація в Другу світову війну, відновлення і перебудови у 1952 р.(концертна зала на 600 місць, лекторій, кафе, кінотеатр, загальна площа палацу 5.632 кв. м.)

## Донецька обл
- село Сонцівка, музей-садиба композитора Прокоф'єва С. С. (1891–1953), філія Донецького обласного краєзнавчого музею (Музей Сергія Прокоф'єва (Сонцівка)).
- Палац Бантиша, 1837  рік, ампір, залишки здичавілого пейзажного парку(первісно 66 га, закладений у 1858 р.), село Прелесне, Слов'янський район.

## Житомирська обл
- смт. Андрушівка, палац Бержинських-Терещенків, неоренесанс, друга половина XIX ст., парк. Збережено, ЗОШ № 1.
- c. Верхівня, маєток Ганських, палац в стилі ампір, кінець XVIII — початок XIX ст. Збережено, сільськогосподарський технікум і музей письменника Оноре де Бальзака.
- с. Дениші, палац Терещенків, модерн, (архітектор П. Голландський), кінець XIX ст. Руїна.
- с. Івниця, залишки садиби барона Шодуара, друга половина XVIII — початок XX ст., пейзажний парк. Двоповерховий палац зруйновано у середині XIX ст., збережені флігель, в'їзна брама (бароко), декоративні вежі кам'яної огорожі.
- м. Звягель, палац Мєзенцевих-Уварових, стилізований під середньовічний палац, кінець XIX — початок XX ст. Збережено, штаб 30 окремої механізованої бригади.
- м. Коростишів, маєток Олізарів, кінець XVIII ст. Знищено.
- с. Ліщин, палац Людвіга Миколайовича Поляновського, класицизм, початок XIX ст. Збережено, колишня школа.[1]
- смт. Любар, палац, XIX ст., парк. Збережено, потребує ремонту.
- с. Нова Чортория, палац Прушинських-Оржевських, бароко, початок XIX ст., пейзажний парк. Палац перебудовано, збережено, Новочорторийський аграрний технікум.
- с. Турчинівка, палац Терещенків-Уварових, неоренесанс, модерн 1899–1900 рр., парк. Збережений, ПТУ № 30.
- смт. Червоне, палац Грохольського-Терещенків, неоготика, друга половина XIX ст. Збережений, потребує ґрунтовної реставрації, будівля передана Свято-Різдва Христового Червонському жіночому монастирю.

Палац Терещенків, Андрушівка
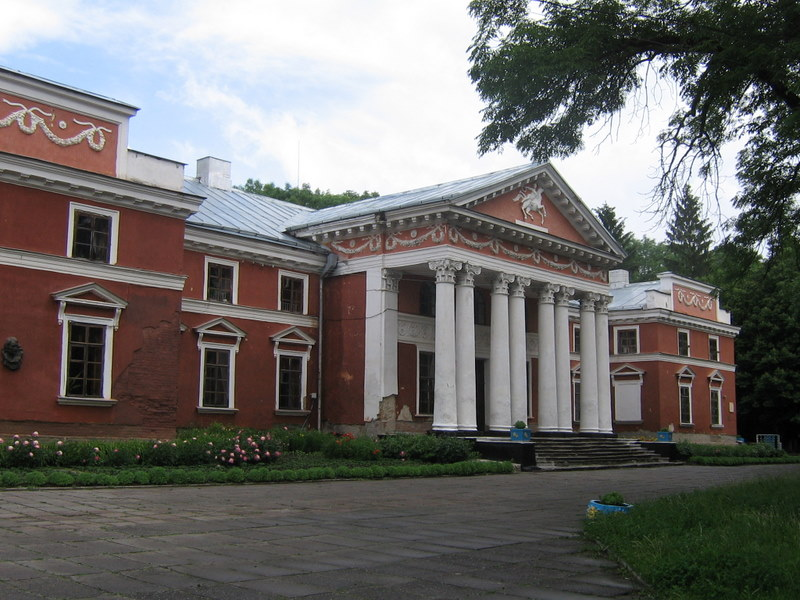
Маєток Ганських, Верхівня
Палац Терещенків, Дениші
Палац Мєзенцевих-Уварових, Звягель
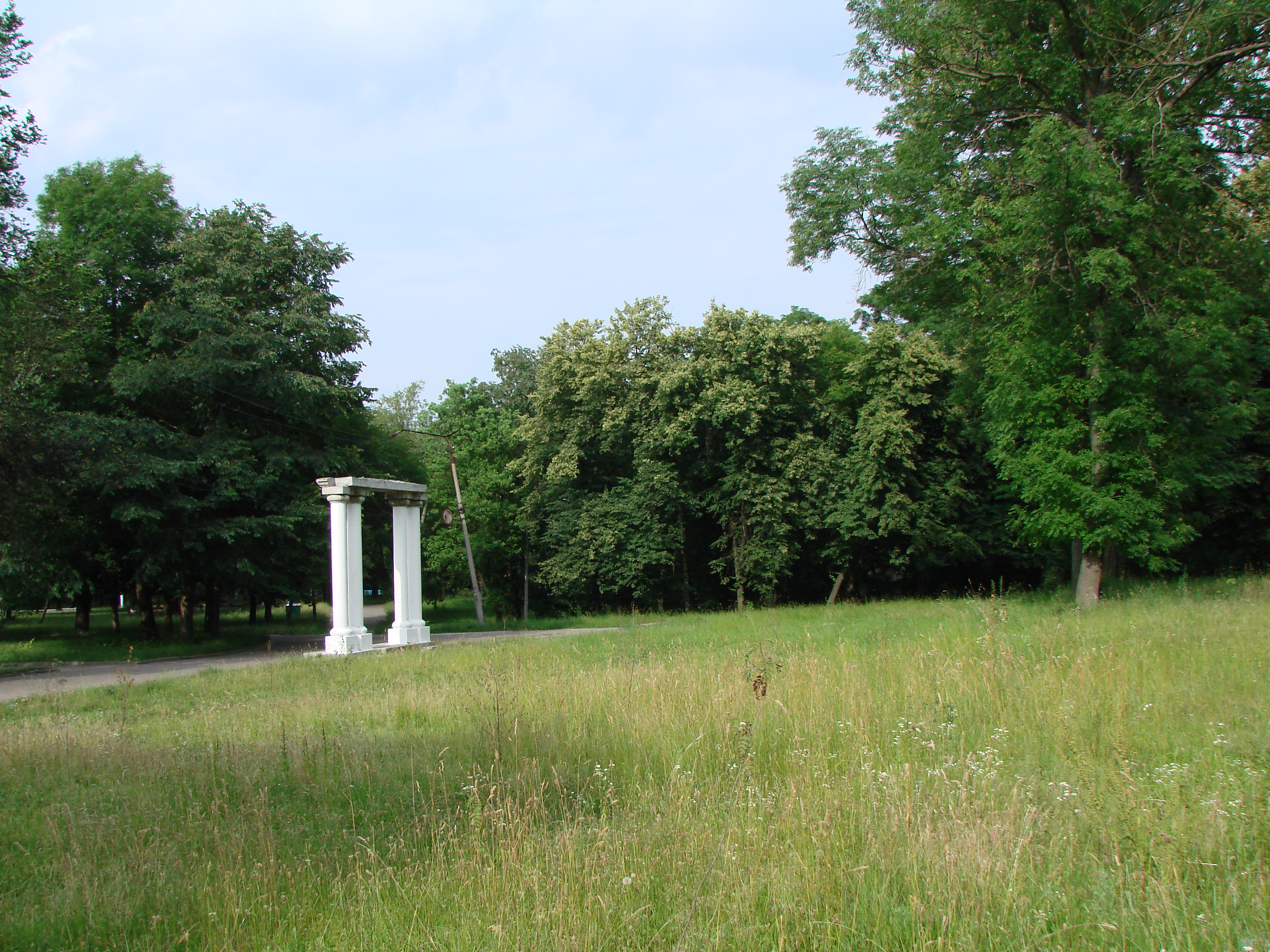
Місце, де був маєток Олізарів, Коростишів
Панський палацик, Ліщин
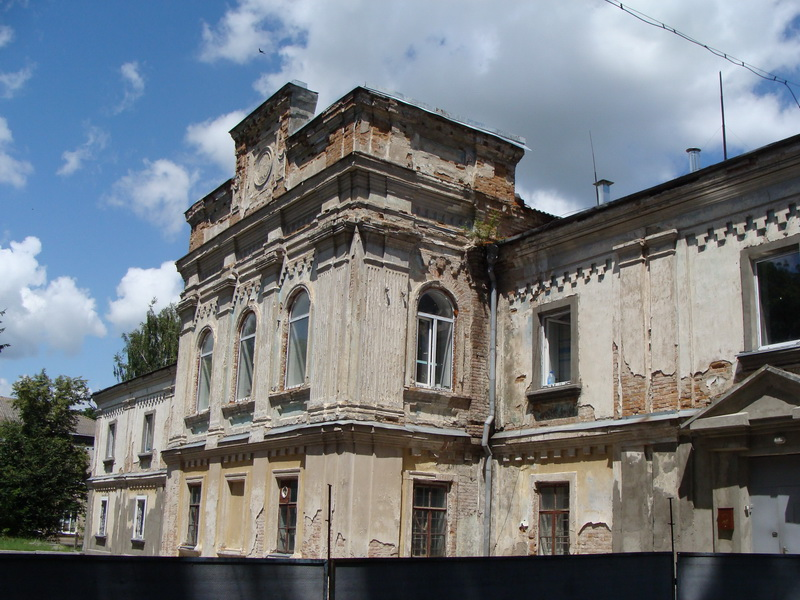
Палац, Любар
Палац Прушинських, Нова Чортория
Палац Терещенків-Уварових у Турчинівці
Палац Терещенків, Червоне

## Закарпатська обл
- м. Берегове, графський двір князя Бетлена, 1629 р., палац і службові приміщення (стайні, возівня, комори). Перебудовано у 1857 р., збережено, музей Берегівщини.
- м. Виноградів, палац Перені, XVII–XVIII ст., двоповерховий, з кутовими вежами, перебудований з колишнього замку, залишки парку. Збережено, районний відділ освіти.
- м. Довге, садиба-фортеця початку XVIII ст., палацик, службові приміщення, в'їзна брама 1774 р., оборонні мури. Збережений, туберкульозний диспансер.
- м. Мукачево, Палац князів Ракоці, 1667 року.
- Палац графів Шенборнів у селі Карпати (Мукачівський район).
- Чинадіївський замок.

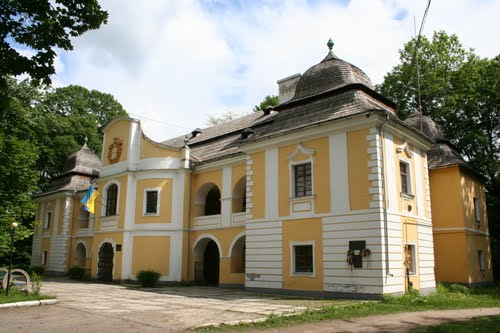
Палац Перені, Виноградів
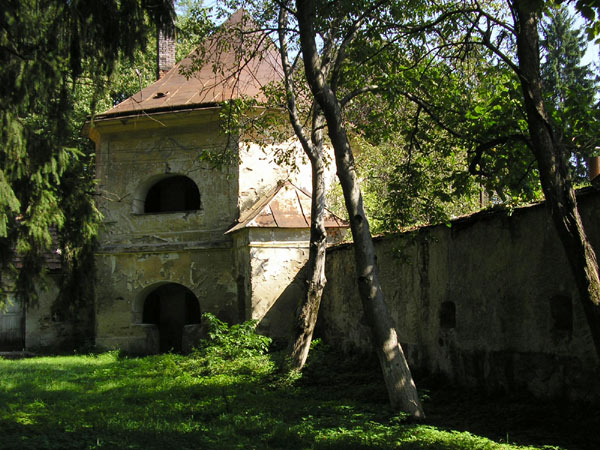
Кутова вежа, садиба-фортеця, Довге

## Запорізька обл
- Садиба Попова, Василівка (місто), у стилі еклектика і неоготика, буівництво у 1864–1884 рр., стан аварійний, пейзажний парк і стародавня діброва вирубані.

## Івано-Франківська обл
- м. Івано-Франківськ, палац Потоцьких, XVII–XVIII ст. Перебудовано під шпиталь, в останні роки — пустка, потребує ґрунтовної реконструкції. Обговорюється питання про знесення.[недоступне посилання з липня 2019]
- с. Приозерне, палац-садиба Рея, еклектика, XVIII–XIX ст., парк. Збережена, потребує реконструкції, передана УПЦ Київського патріархату.

Брама палацу Потоцьких, Івано-Франківськ
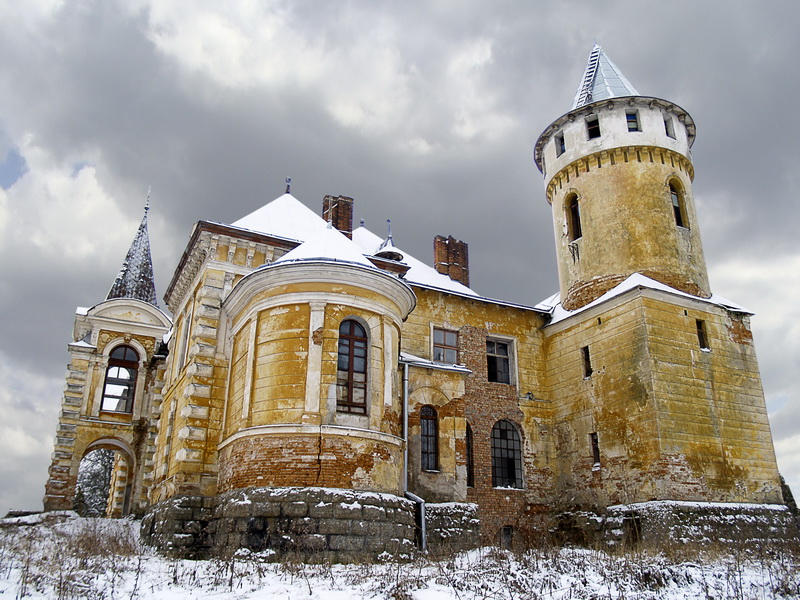
Палац-садиба Рея, Приозерне

## Київ і Київська обл
Категорія:Палаци Києва Будинок із химерами, Маріїнський палац, Особняк Лібермана, Кловський палац
- м. Біла Церква, садиба Браницьких «Олександрія». Палац (класицизм) зруйновано, парк — ботанічний сад АН України
- с. Буки, садиба Суслова, кінець XX ст.
- смт. Ворзель, садиба Уварової, початок XX ст. Реставровано, центр народної творчості і краєзнавчий музей
- м. Кагарлик, палац Трощинського, XVIII ст., парк. Знищено
- с. Копилів, садиба фон Мекк, модерн, XIX ст. Покинута
- с. Мироцьке, палац, кінець XIX ст., парк. Руїна, передано Українській православній церкві під храм Казанської Ікони Божої Матері.
- с. Руде Село, палац Браницьких, XVIII ст, класицизм, палладіанство, флігель, брама, парк. Суцільна руїна
- с. Томашівка, палац графа Хоєцького, модерн, початок XX ст. Збережено, Свято-Богородський Ризоположенський чоловічий монастир
- м. Яготин, садиба Розумовського, класицизм, XVIII ст., парк. Дерев'яний палац зруйновано, кам'яні службові приміщення — музей

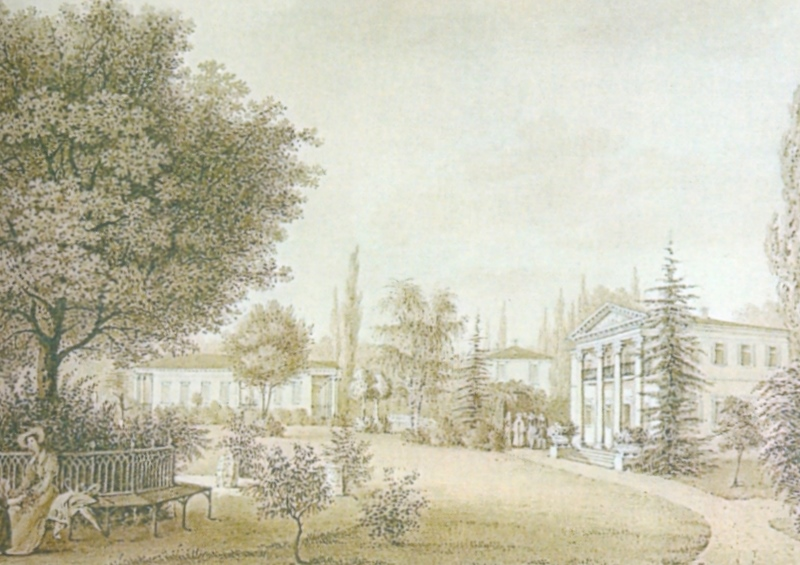
Вид на великий павільйон маєтку Браницьких, Біла Церква
- Маєток Суслова, Буки
Садиба Уварової, Ворзель
Альтанка маєтку Трощинського, Кагарлик
Палац, Мироцьке
Палац графа Хоєцького, Томашівка
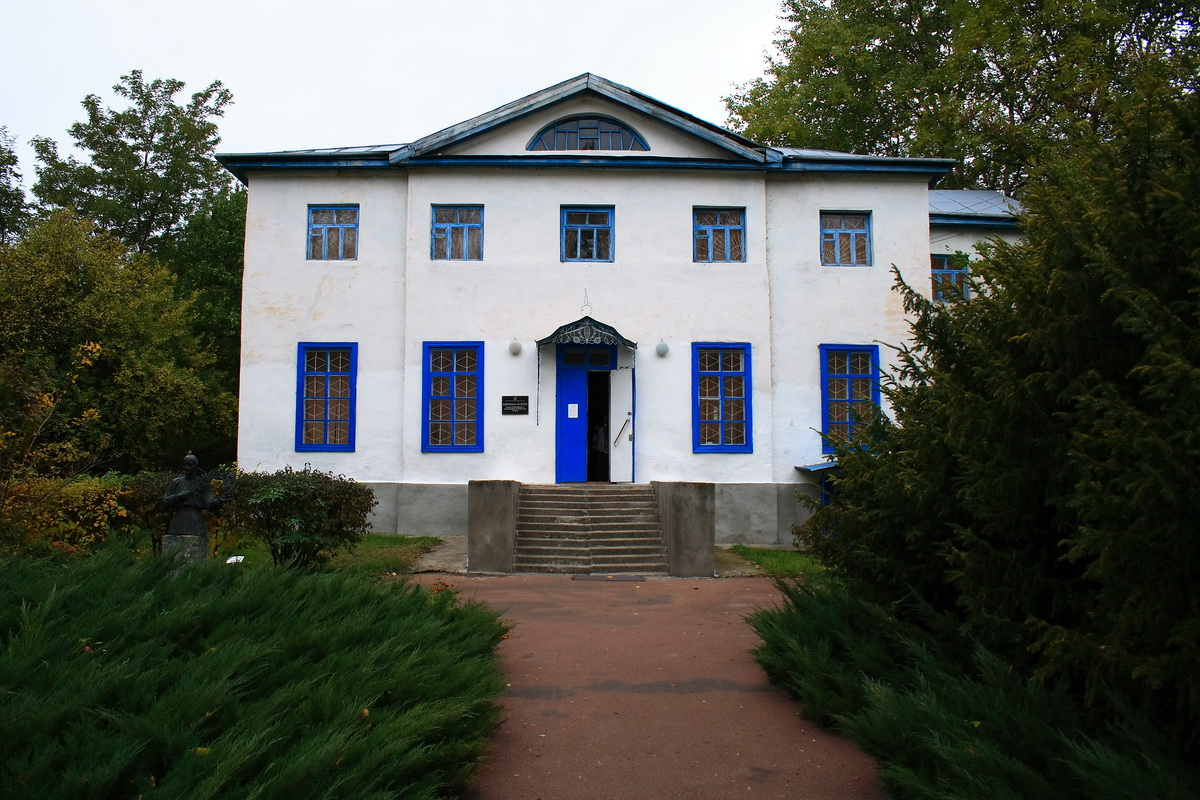
Флігель палацу Розумовського, Яготин

## Луганська обл
- смт. Селезнівка, садиба і палац Мсциховського з 1890 року, неоготика, кінець 19 ст., архітектори — Сергій Гінгер та Леонід Руднєв(що працював пізніше в Москві). Використовувався як наркологічний диспансер, на 2010 р. стоїть пусткою, ніяк не використовується. Збережено, стан аварійний. Пейзажний парк 22 гектари, садівник Марцин Хубецький.
- Панський маєток (Олександрівськ)

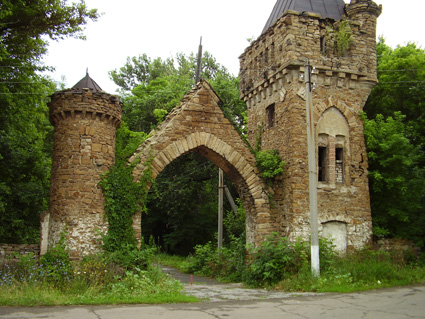
Палац Мсциховського,в'їзна брама, Селезнівка
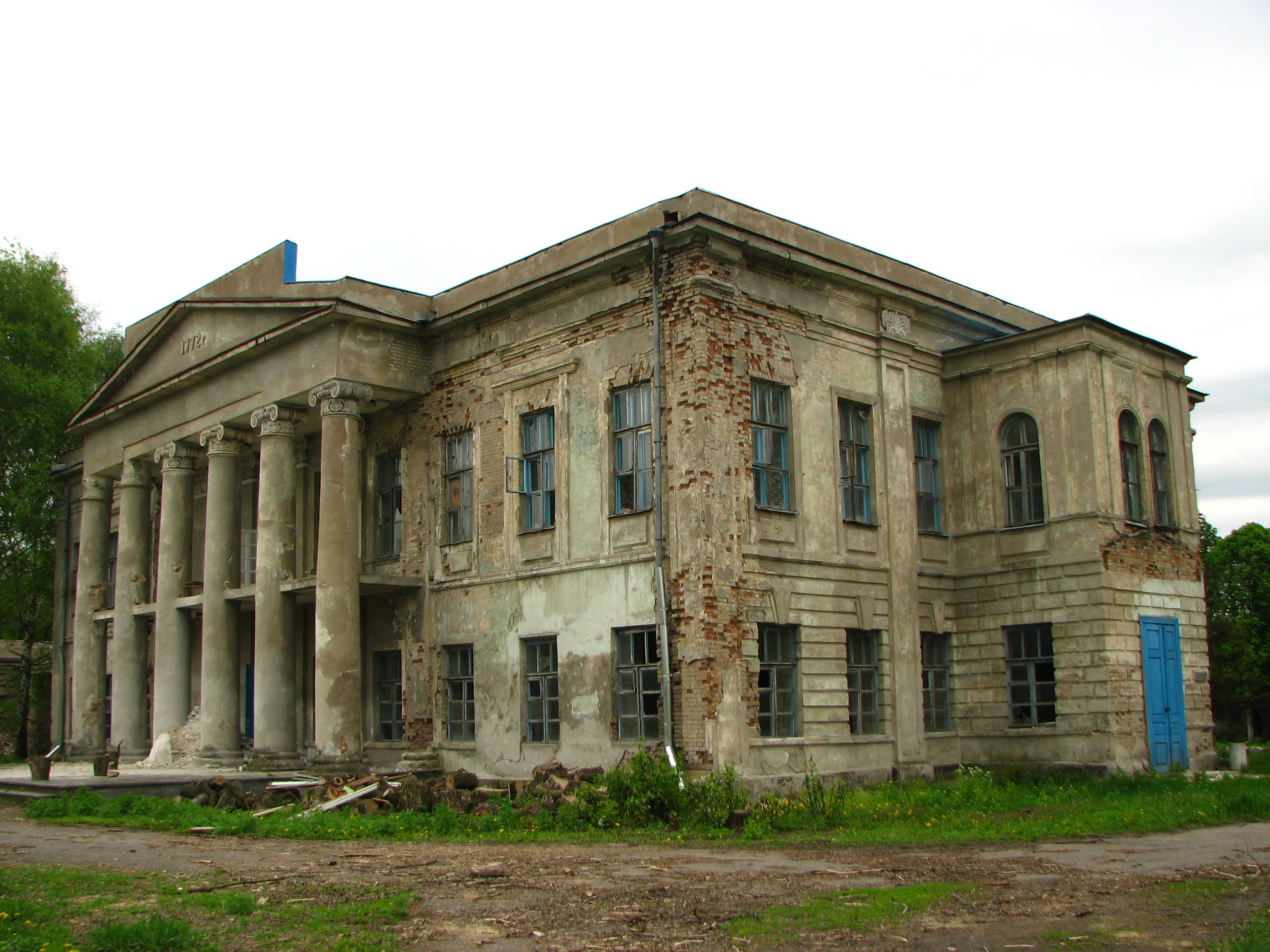
Панський маєток (Олександрівськ) або палац Юзбаша

## Львівська обл
- Палаци Львова
- Палац архієпископів, с.Оброшине, бароко, 18 ст. належить церкві
- Кристинопольський палац Потоцьких — м. Червоноград, архітектор П'єр Рико де Торреджелі
- Палац Дідушицьких — c. Неслухів, Кам'янка-Бузький район
- Палац Бадені — м. Буськ, класицизм 1810 р.+ перебудови еклектика
- м. Мостиська — графський палац (школа) у передмісті Рудники, 1825 р.
- смт. Журавно — палац Скшинських (поч. XX ст., неокласицизм; дитячий протитуберкульозний санаторій), на його території — дендропарк (300-річне тюльпанове дерево, гінгко, стробус)
- с. Скелівка (Старосамбірський район) — палац, відомий зі Швейкових пригод
- Палац баронів Грьодлів — м. Сколе
- м. Пустомити, палац і парк початку 19 ст., одноповерховий, класицизм, збережений.
- Китайський палац Золочівського замку.
- Палац Жевуських-Лянцкоронських — пам'ятка архітектури XVIII—XIX століть, закладений 1704 року Жевуськими на місці замку і розбудований у 1874–1903 роках К. Лянцкоронським; м. Розділ
- Палац графів Глуховецьких (1895 р.), занедбаний парк середини 19 ст; с. Лівчиці (Жидачівський район) — Тепер це територія Лівчицької школи-інтернату, де навчається бл. 100 дітей.
- Підгорецький замок у селі Підгірці більш відомий як "замок", хоча функціонально є палацем.
- Великий Любінь, Палац Бруницьких (Великий Любінь),18 с. — перебудоави 1909–1910 рр. в стилі необароко, нині інтернат для дітей з вадами розвитку.
- Ходорів, Палац Любомирських. Споруда збереглася, використовується як один з корпусів лікарні.

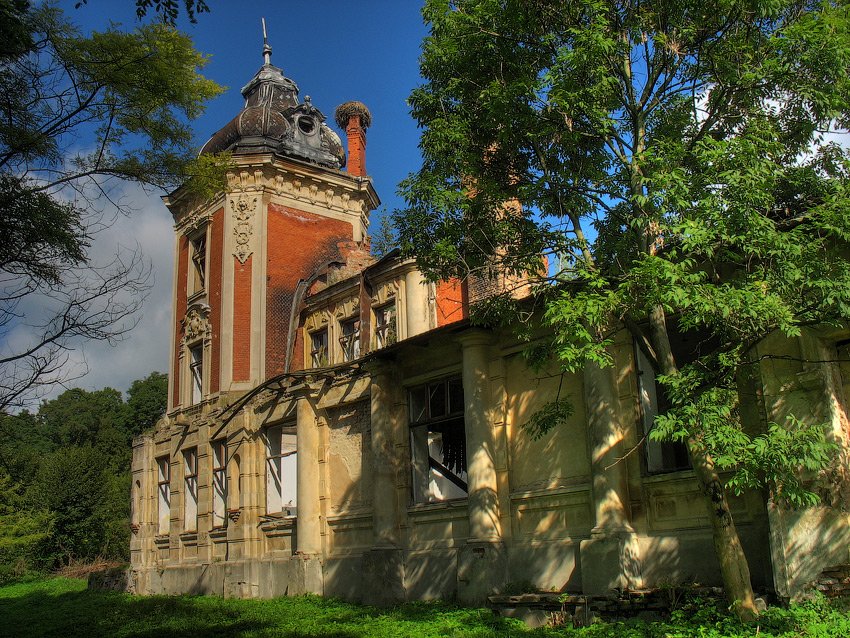
палац XIX століття, с.Тартаків
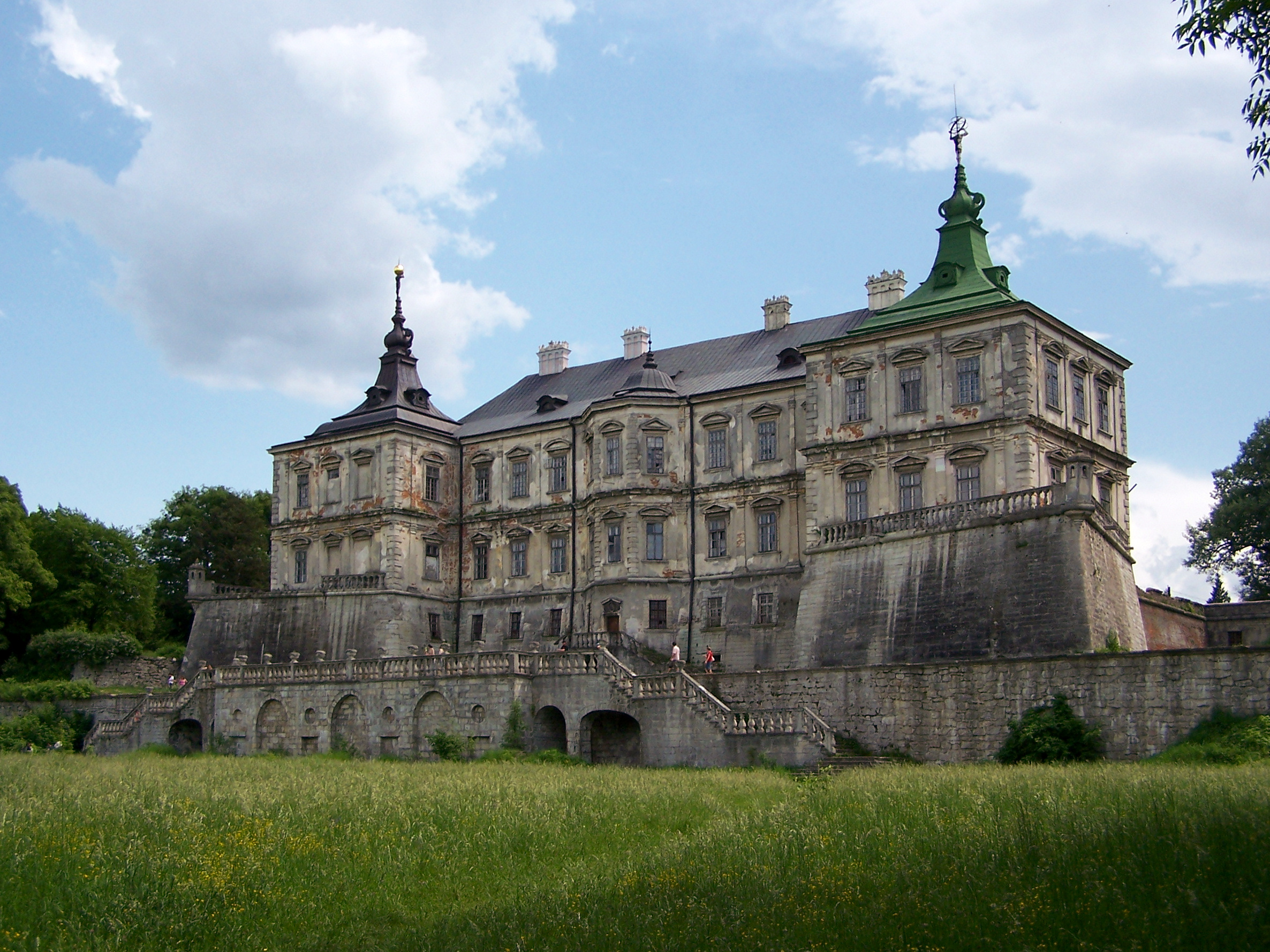
Підгорецький замок
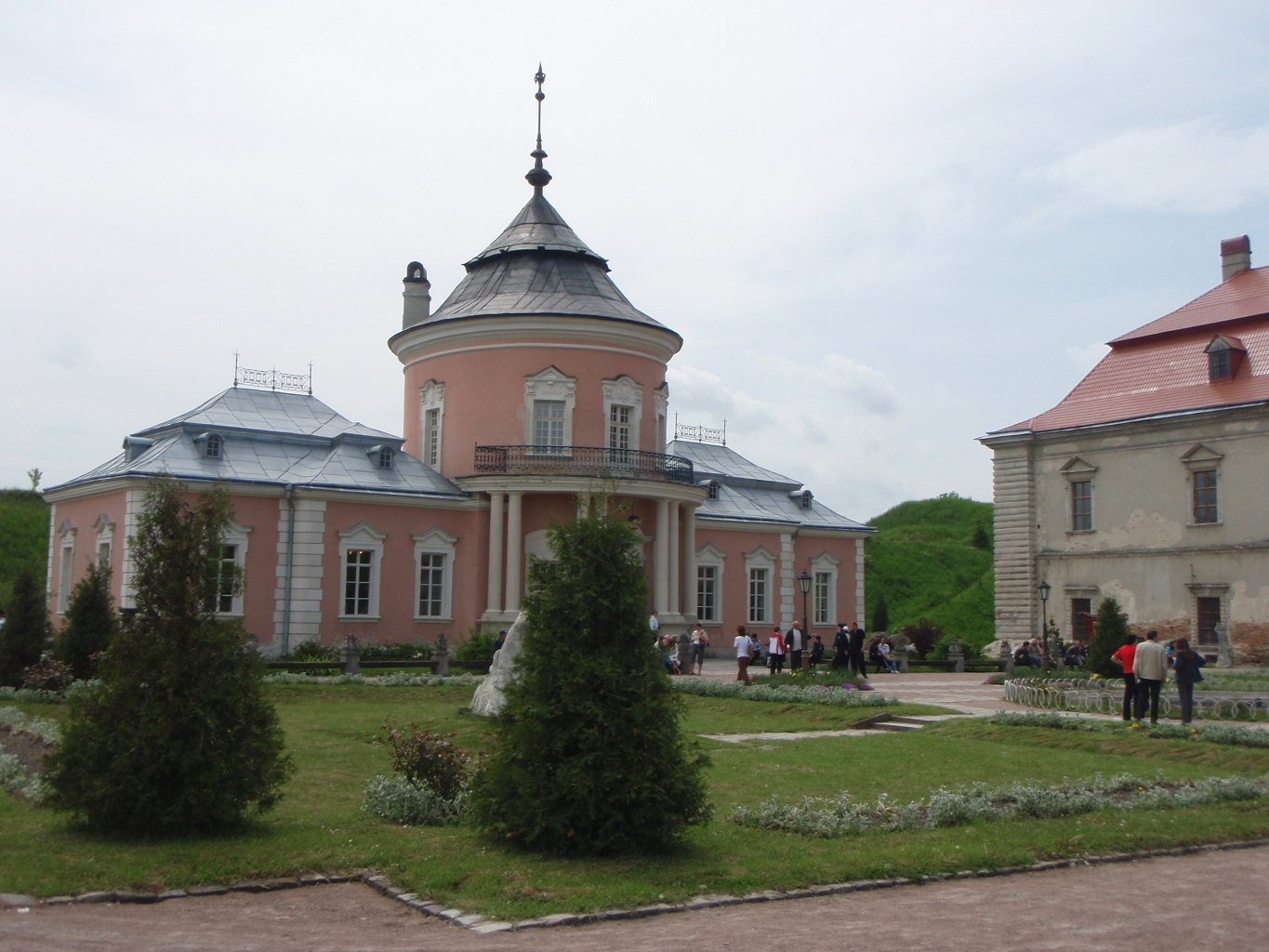
Китайський палац Золочівського замку
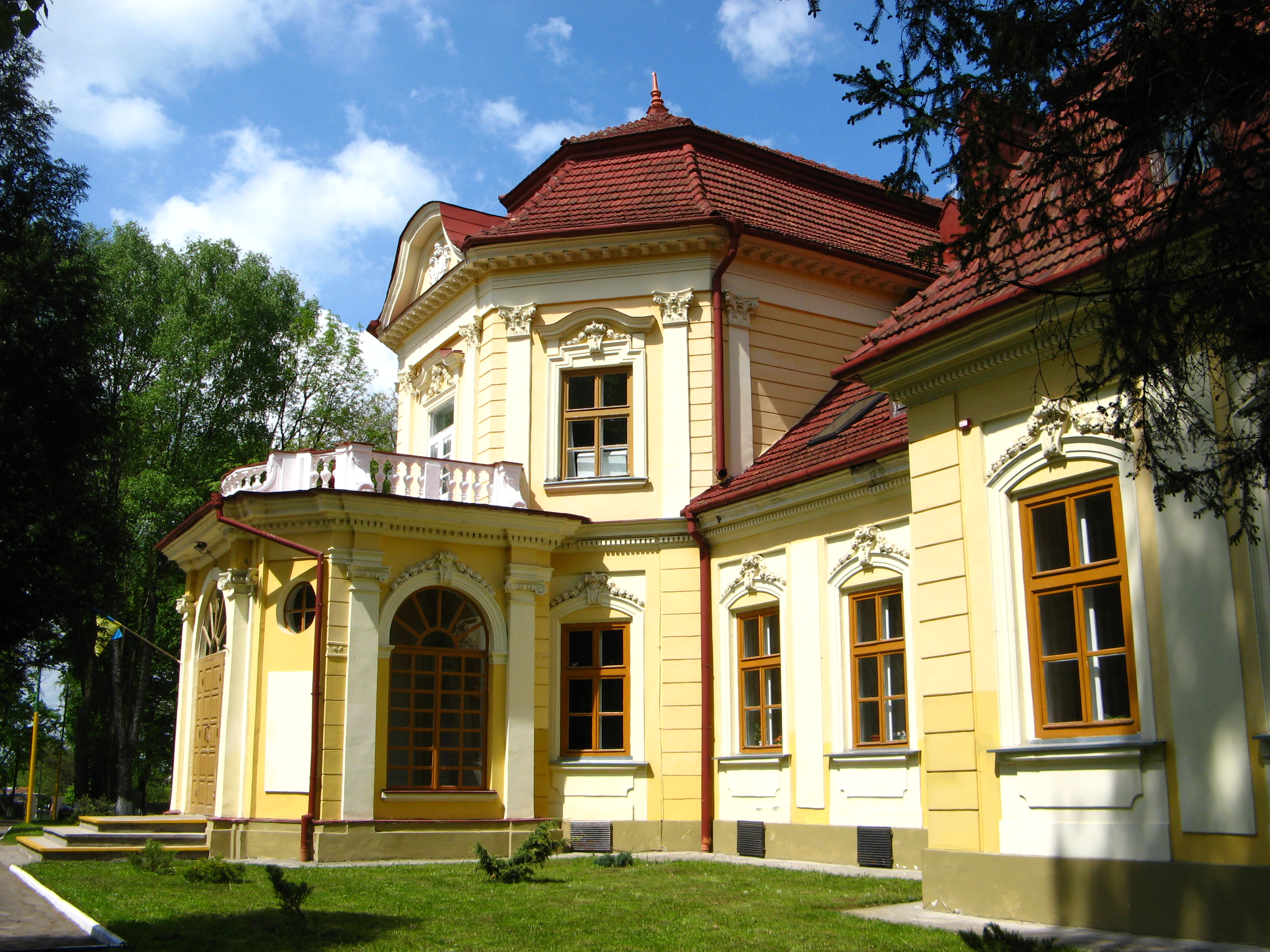
Палац Бруницьких (Великий Любінь)
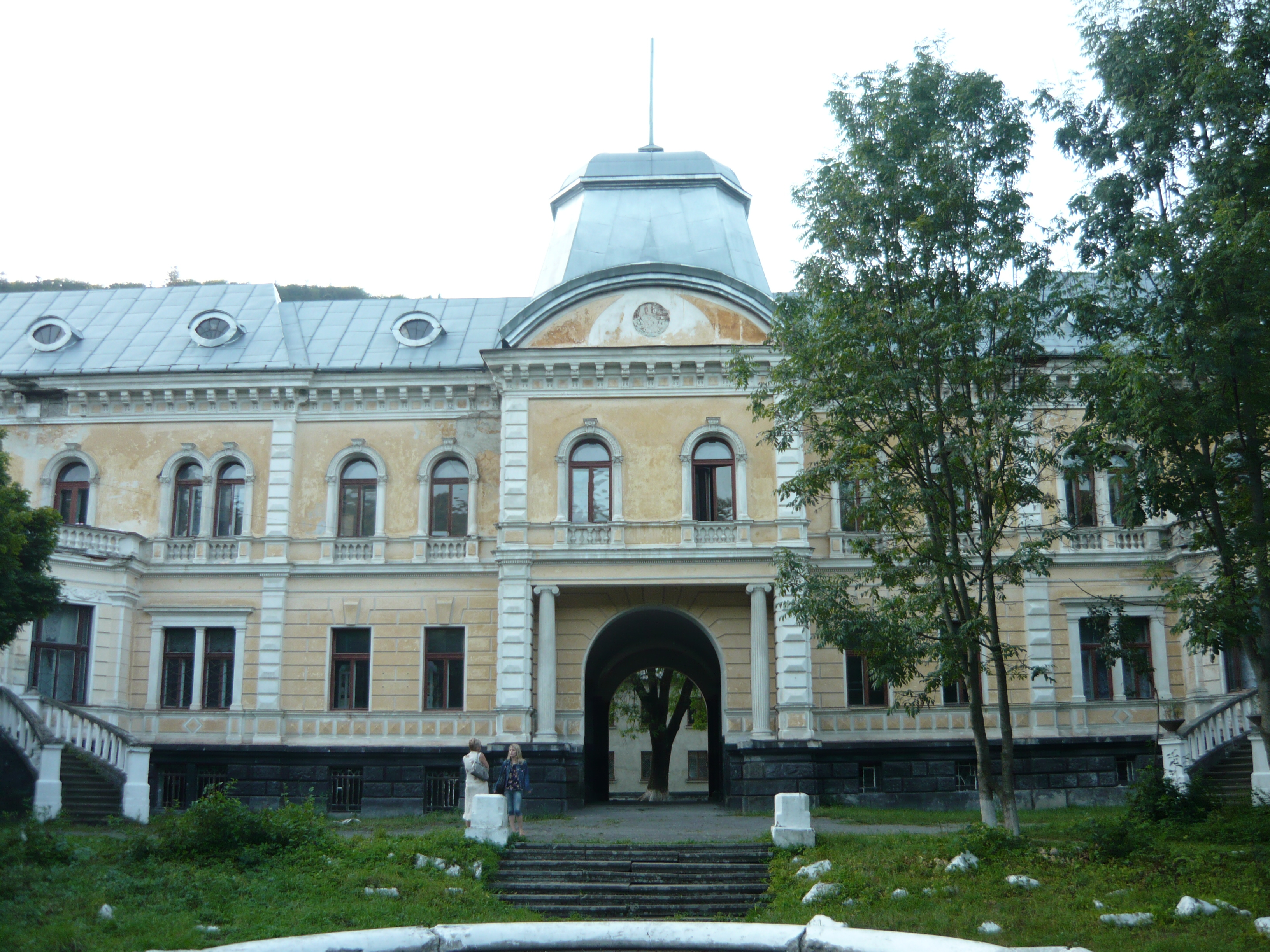
Палац баронів Грьодлів, м.Сколе
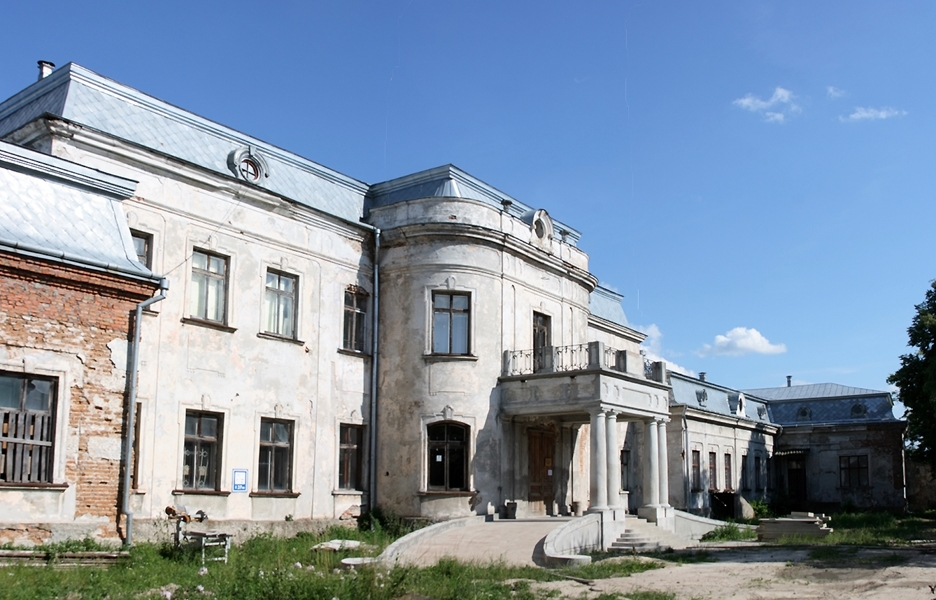
Палац Потоцьких, м.Червоноград
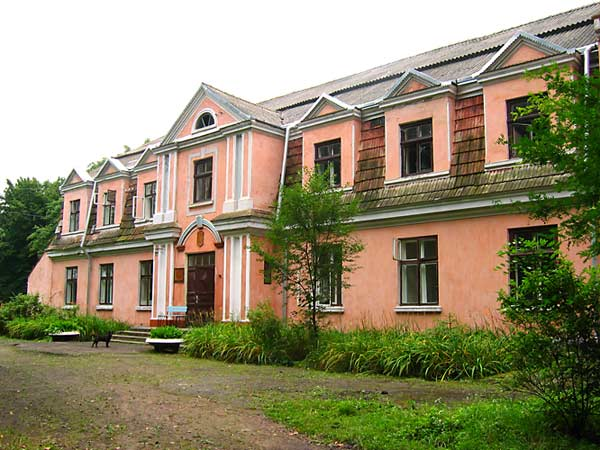
Палац у с.Скелівці
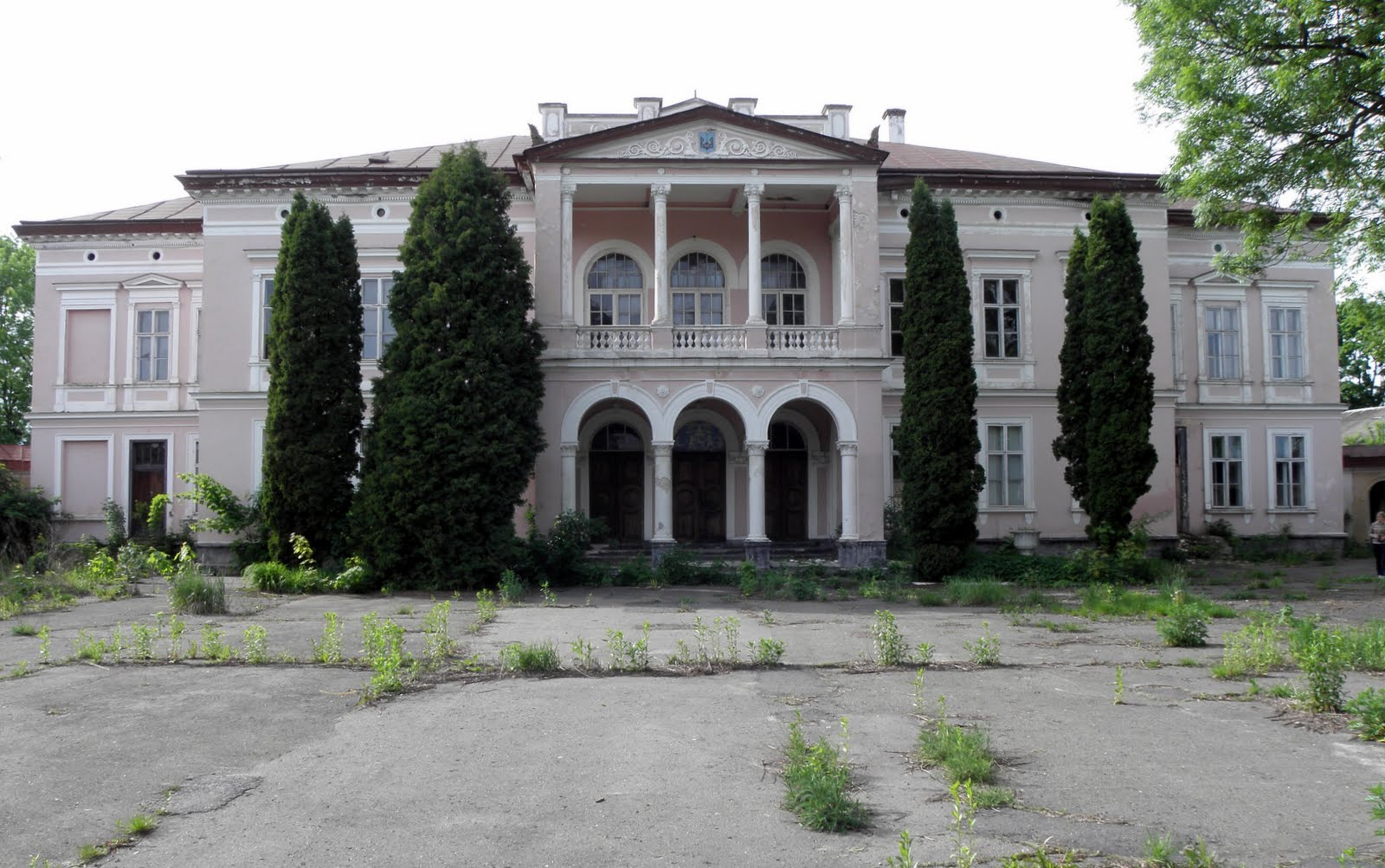
Палац графа Бадені, 1810р. м.Буськ
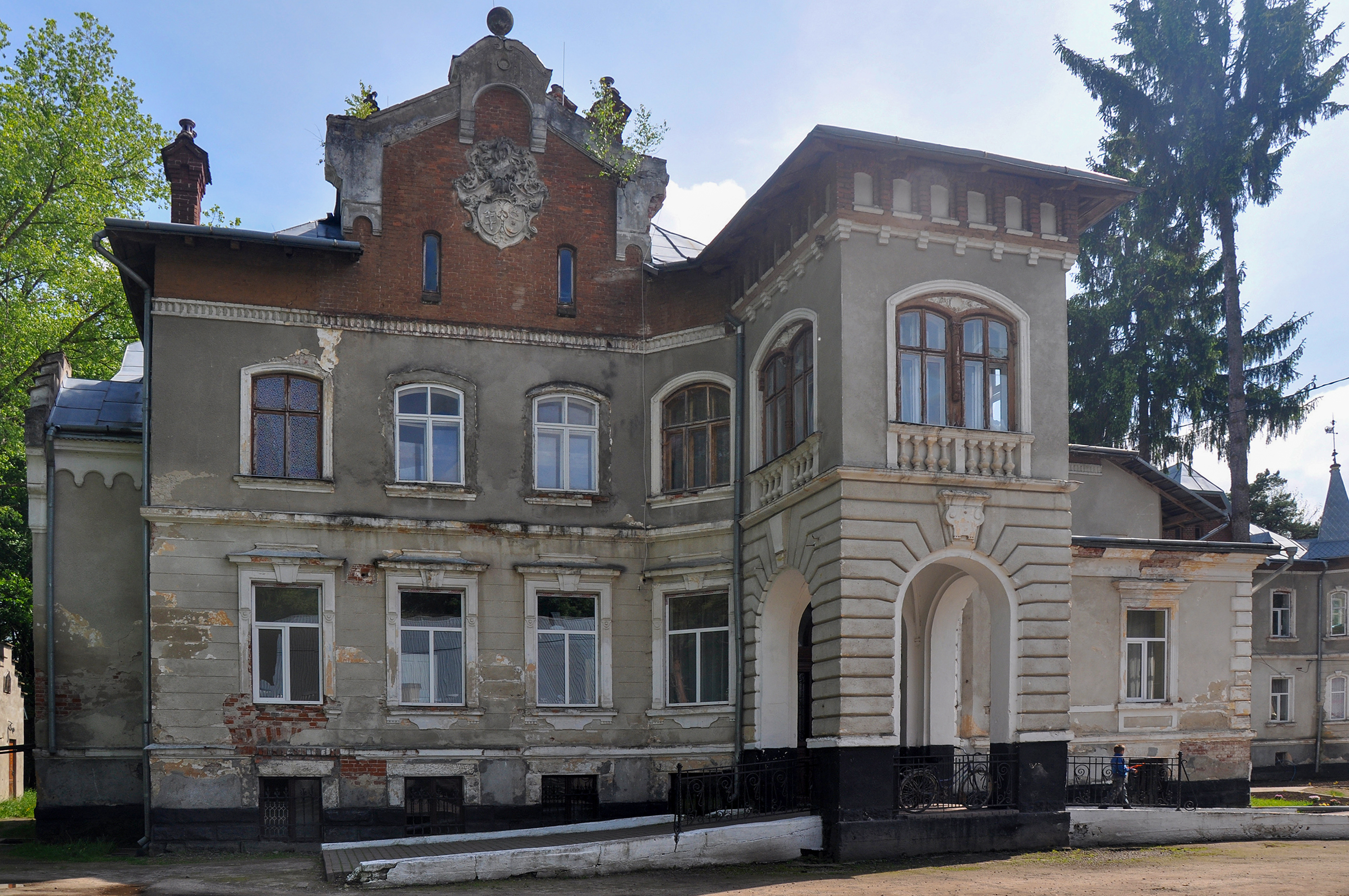
Палац Глуховецьких, с.Лівчиці
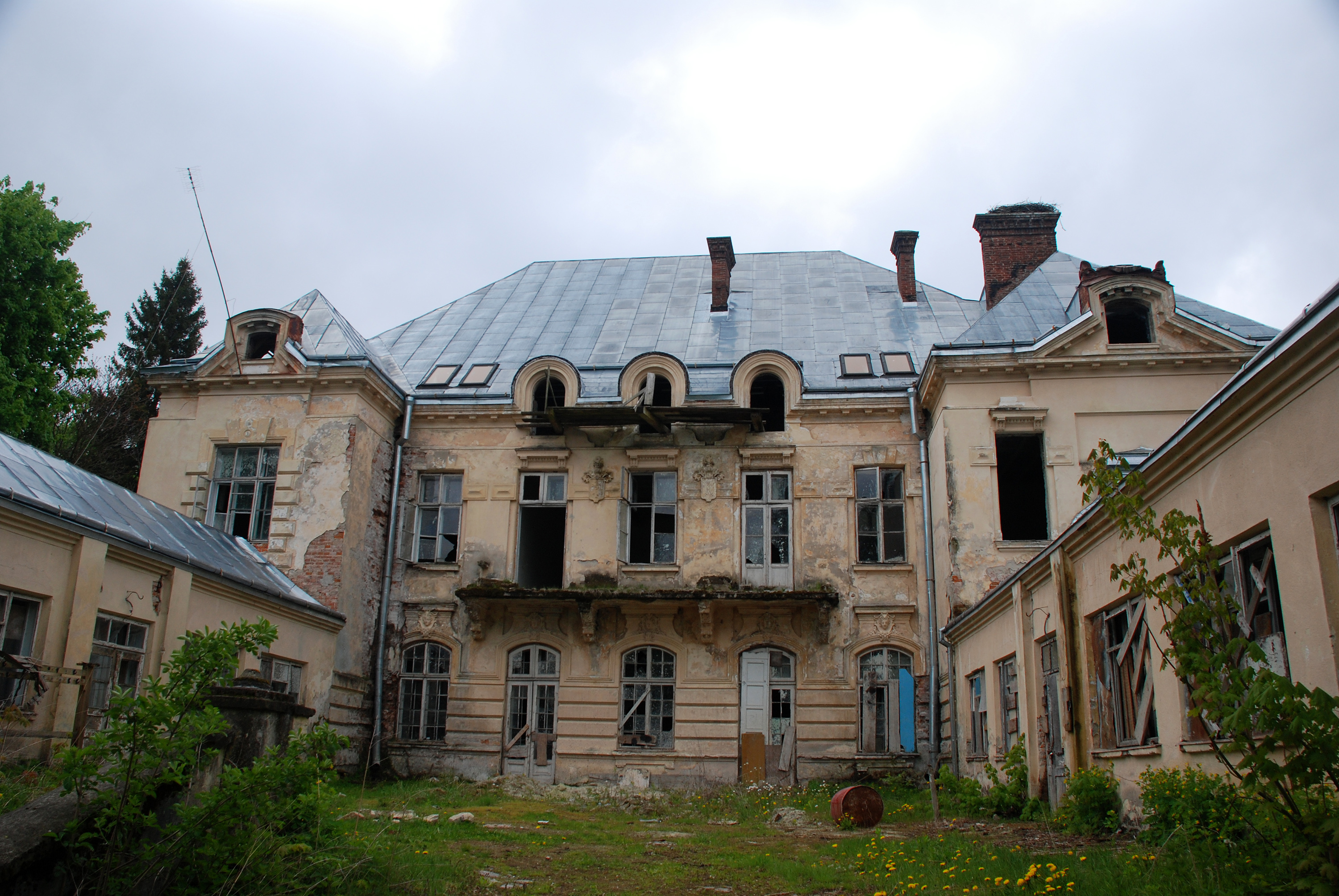
Палац Скшинських-Чарторийських, смт.Журавно
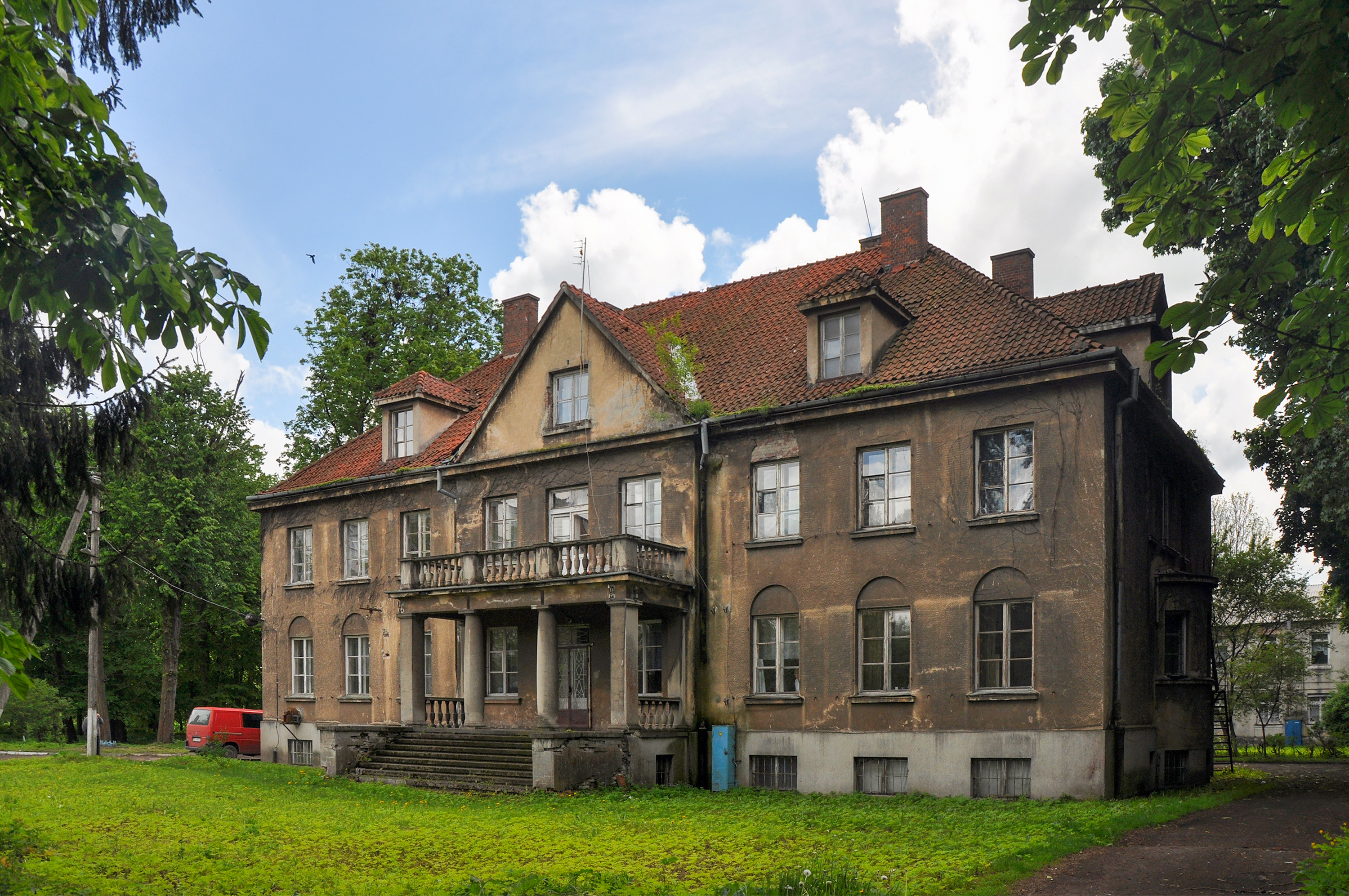
Палац Любомирських, м.Ходорів

## Одеська обл
- с. Ісаєве, палац Курисів, 1903-05. Технікум
- м. Одеса, Воронцовський палац, початок XIX ст., класицизм. Стан добрий, державна установа
- м. Одеса, палац Потоцьких, 1823-26, класицизм. Художній музей
- м. Одеса, палац графів Толстих, 1832-97, класицизм. Реставрується, будинок вчених
- м. Одеса, Шахський палац (палац Зенона Бржозовського), 1852, неоготика. Відреставровано, офіс банку
- с. Курісове, Палац-Садиба Курісів (маєток Покровське), 1810-92, мавританський стиль. Суцільна руїна після пожежі

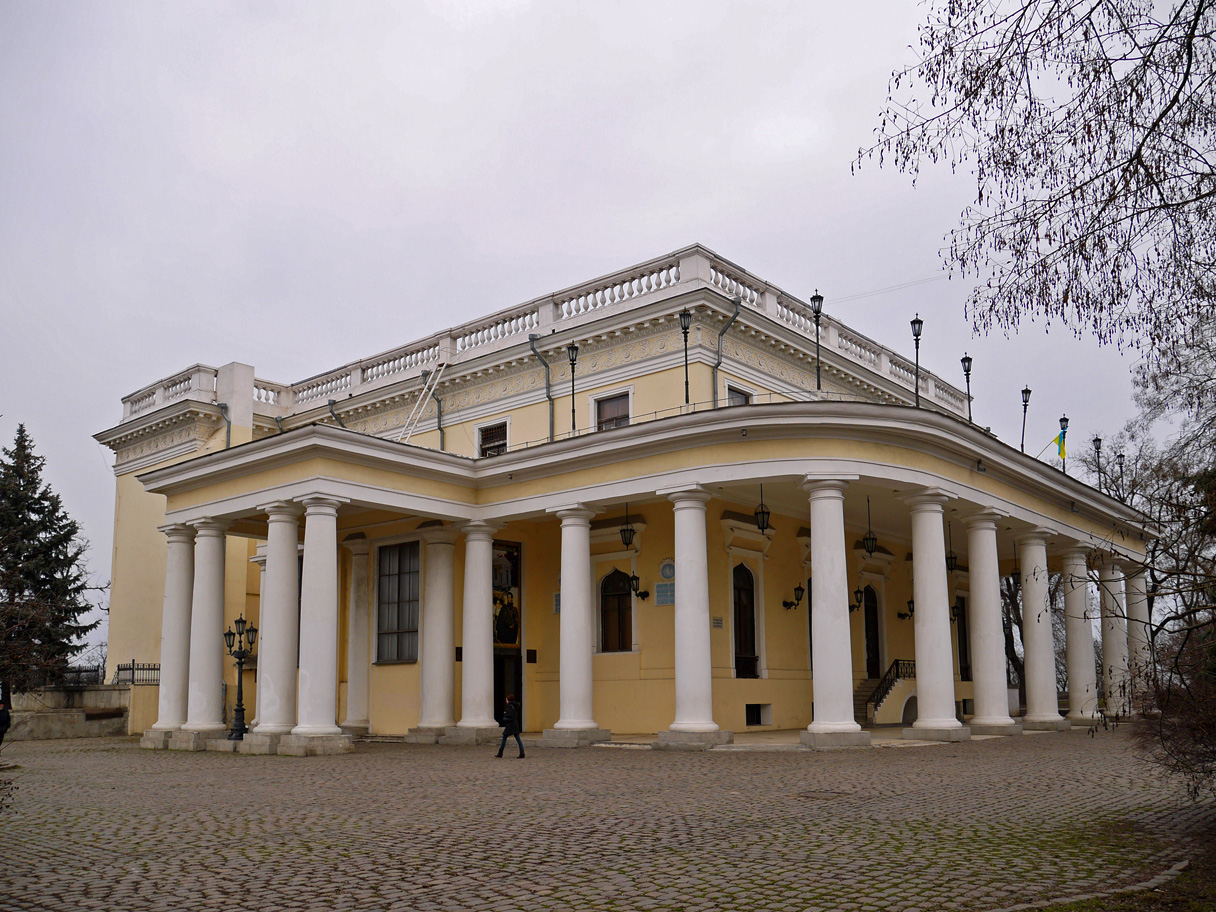
Воронцовський палац, Одеса
- Шахський палац, Одеса
- Палац-Садиба Курісів, Курісове

## Полтавська обл
- Палац Муравйових-Апостолів, с.Хомутець (Миргородський район), початок 19 ст., класицизм, покинута, парк — пам'ятка садово-паркового мистецтва (залишки регулярного і пейзажного розпланування)
- садиба, с.Березова Рудка, 19 ст., класицизм, навчальний заклад + народний музей
- садиба Позенів, с. Оболонь Семенівського р-ну, 19 ст. У 18 ст. селом володіли Оболонські. У середині 20 ст. в будинку розміщувався Оболонський райком Комуністичної партії СРСР, у 2 пол. 20 ст. - початкова школа. Наприкінці 20 ст. - на початку 21 ст. перебуває у користуванні Спасо-Преображенської православної громади с. Оболонь.

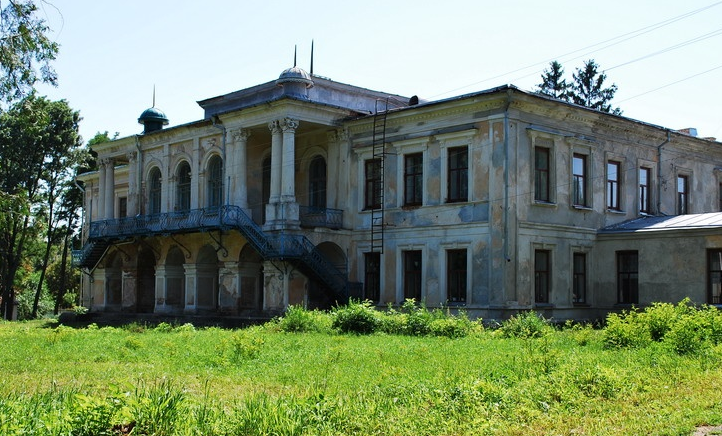
Березова Рудка, палац Закревських
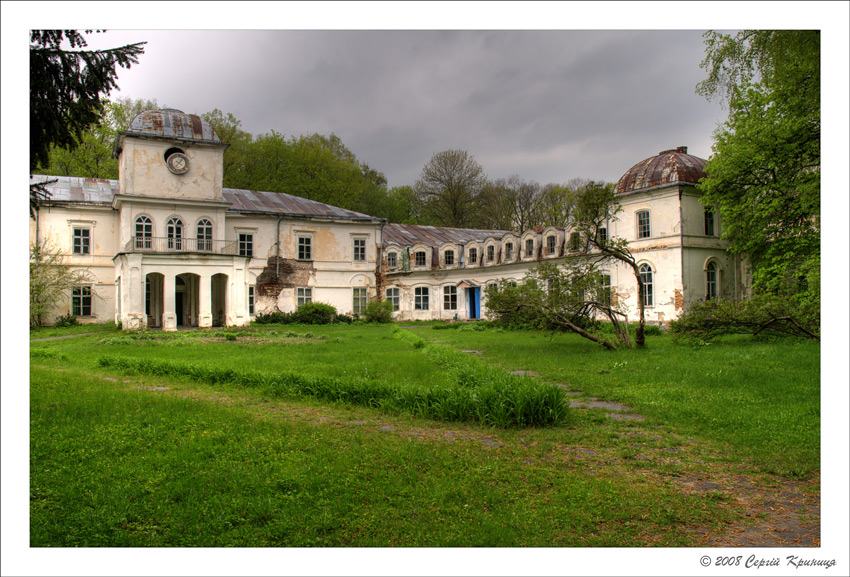
Палац Муравйових-Апостолів, Хомутець
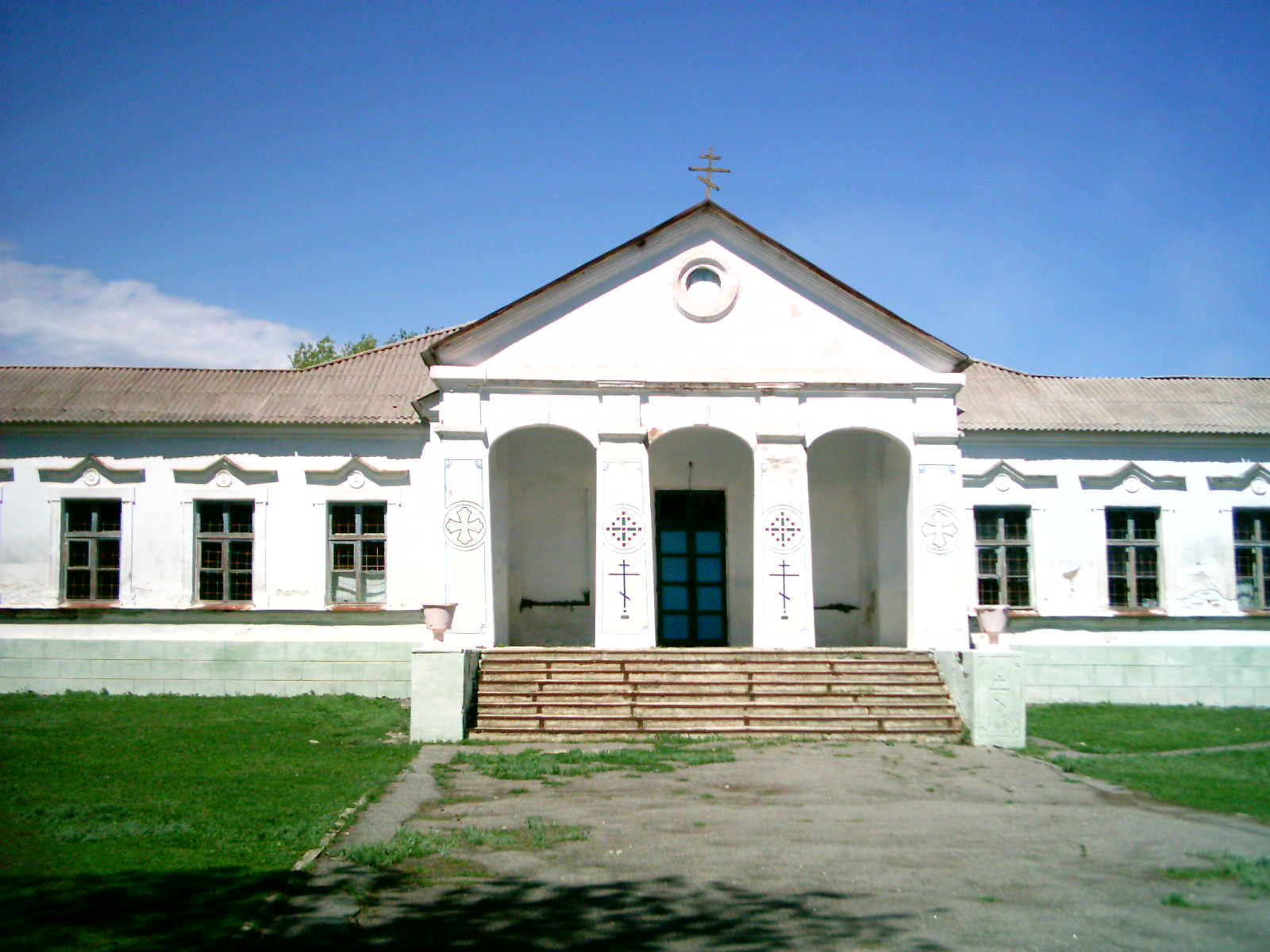
Будинок Позенів, Оболонь

## Рівненська обл

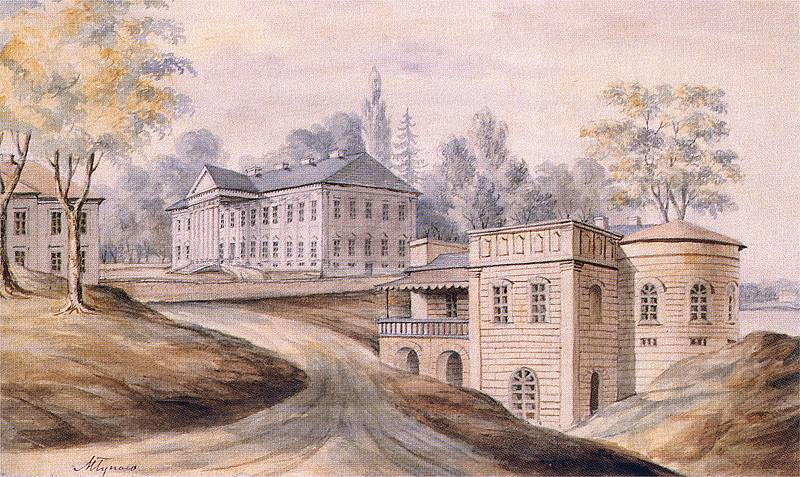
Млинів, палац Ходкевичів, 18 ст, ампір

- садиба Валевських, м.Гоща, модерн, 19 ст, аварійний стан
- садиба Яна Стецького, с. Великі Межирічі, Корецький р-н, палац 1793 р.(арх. Доменіко Мерліні, ампір), дитячий інтернат
- місто Корець, двоповерховий палац Чарторийських, 19 ст, збережений, ліцей (не плутати з Корецьким замком 18 ст., бароко, що згорів у 1832 р. і перебуває в руїнах)
- Млинів, палац Ходкевичів, 18 століття. ампір.
- Дубровиця, маєток графів Плятерів
- Дубно, замок, палац Любомирських (Дубно), 18 століття, тепер картинна галерея.
- Шпанів, палацевий комплекс (Чаплинських) Радзивіла, зруйнований під час першої світової війни, збереглись окремі будівлі.

## АР Крим
- садиба Н. Н. Раєвського Карасан, Партеніт, поч. 19 ст., еклектика, збережена, у Радянські часи - санаторій робітників хімічної промисловості, доступ на територію обмежено, пейзажний парк,
- Бахчисарайський палац кримських ханів 15 ст., значно перебудований у 18 ст. після руйнування російськими військами
- Воронцовський палац (Алупка)
- Ластівчине гніздо (Ялта)
- Лівадійський палац (Ялта)
- Масандрівський палац (Ялта)
- Палац княгині Гагаріної (Утьос)
- садиба С. В. Кокорева, Мухалатка, висаджена в повітря у 1941 році.

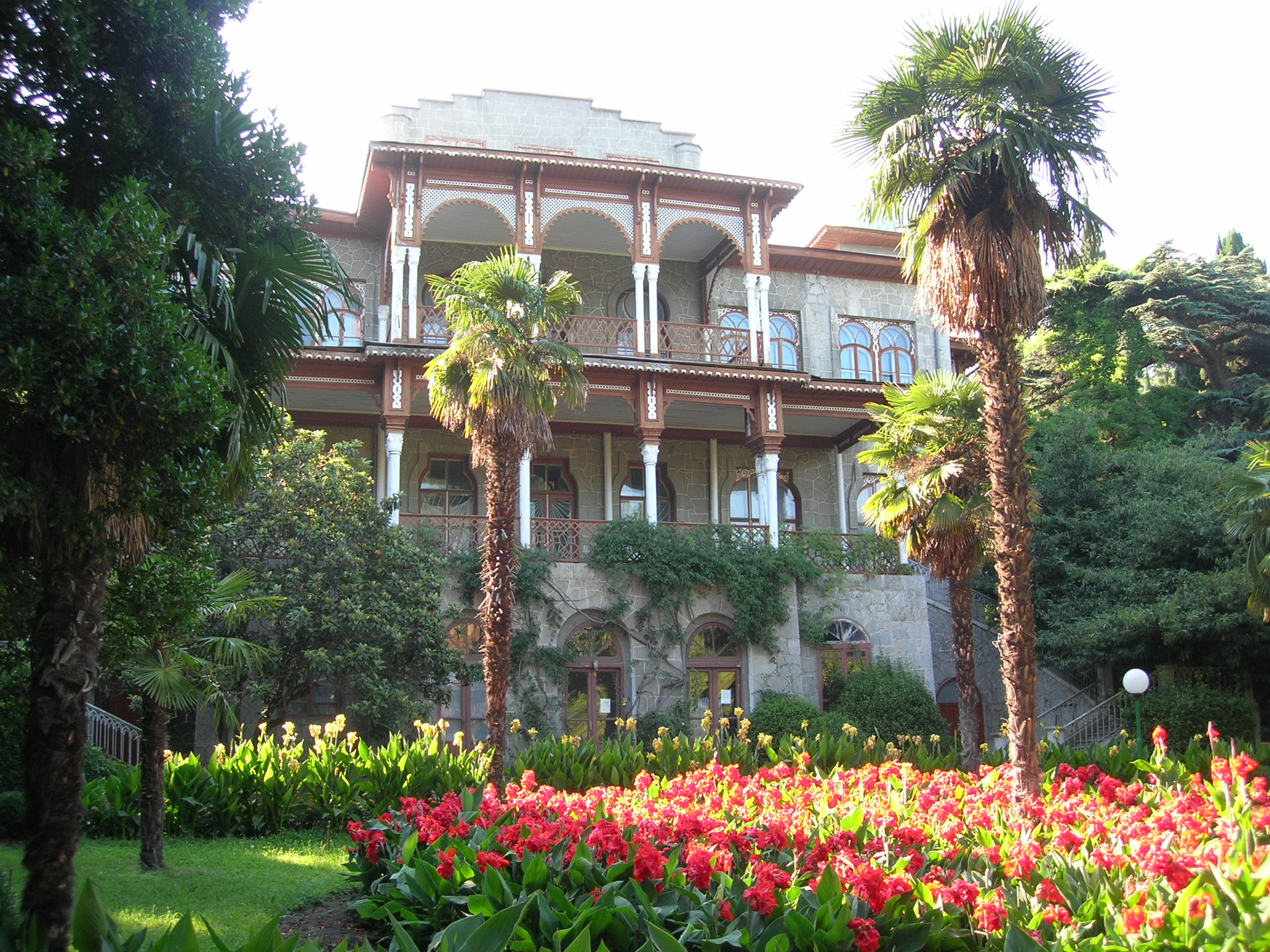
Колишня садиба кн. Раєвських
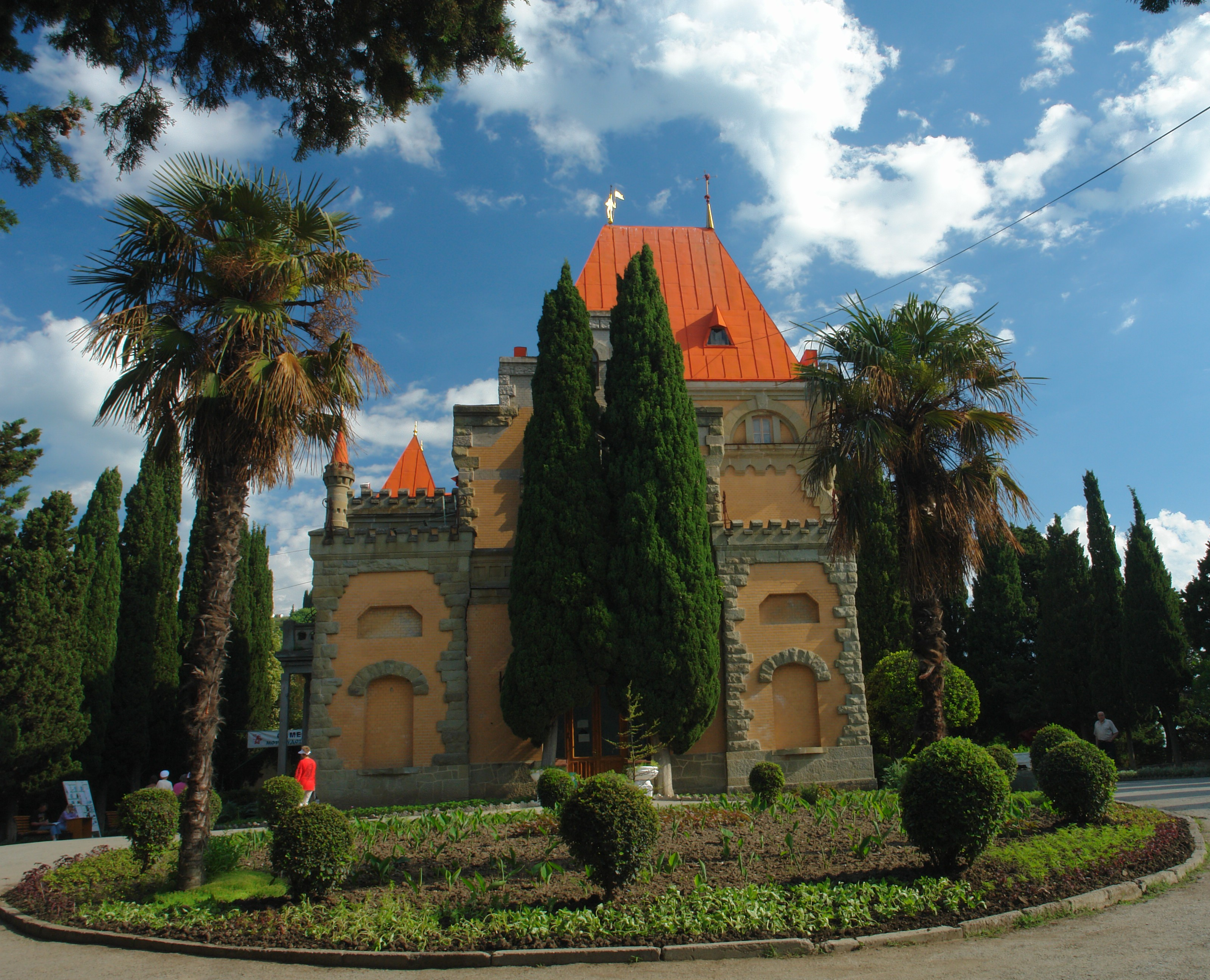
Палац княгині Гагаріної
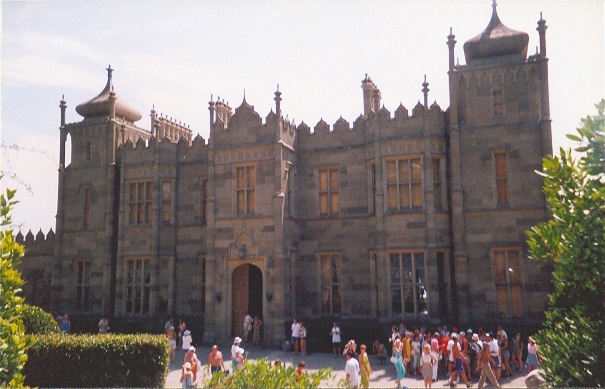
Північний фасад Алупкінського палацу

## Сумська обл
- садиба Кондратьєвих, містечко Низи, еклектика, 19 ст., аварійний стан
- садиба Голіциних, с. Тростянець, еклектика, музей
- садиба Рудзинських, місто Кролевець, малий палацик, класицизм, 19 ст., дитячий санаторій
- садиба М. Камбурлея, смт. Хотінь, кінець 18 ст. класицизм, (арх. Дж. Кваренгі), зруйнована
- гетьманський палац К. Розумовського, м. Глухів, 18 ст. зруйновано
- Садиба Алферової, село Бездрик, Сумський р-н

## Тернопільська обл
- триповерховий палац Юзефа Чосновського, пізніше Олександра Вороніна, с. Білокриниця, неоготика, 19 ст., збережено, лісотехнічний технікум, регулярний сад.
- Микулинці, садиба графів Реїв, ампір, початок 19 ст, збережена, лікарня
- смт Вишнівець, Вишнівецький палац, 1730 рр. класицизм, (арх. Я. Бланже), збережений, реставрується
- Палац Городиських, Колиндяни 15 ст. шляхтичі Стаменські спорудили замок, який 1840 р. перебудували на палац.
- Білокриницький палац, село Біла Криниця, неоготика, середина 19 ст., (сучасний Кременецький лісотехнічний коледж).
- Палац графа Бадені Коропець к. 19 століття, віденський ренесанс.

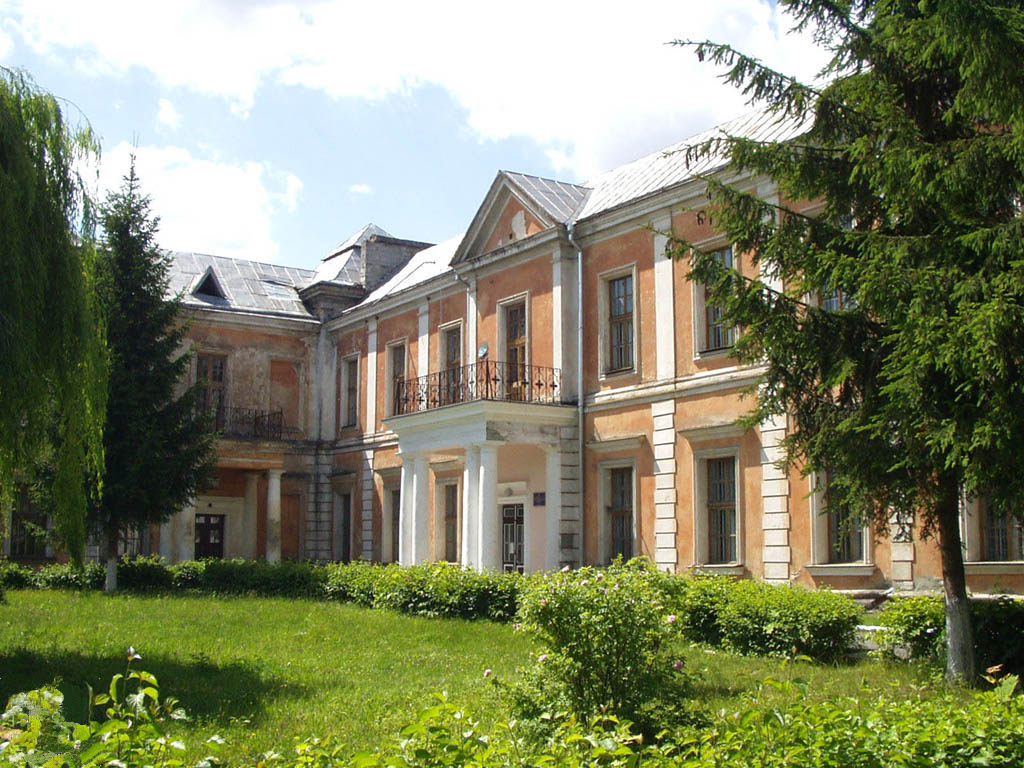
Вишнівецький палац
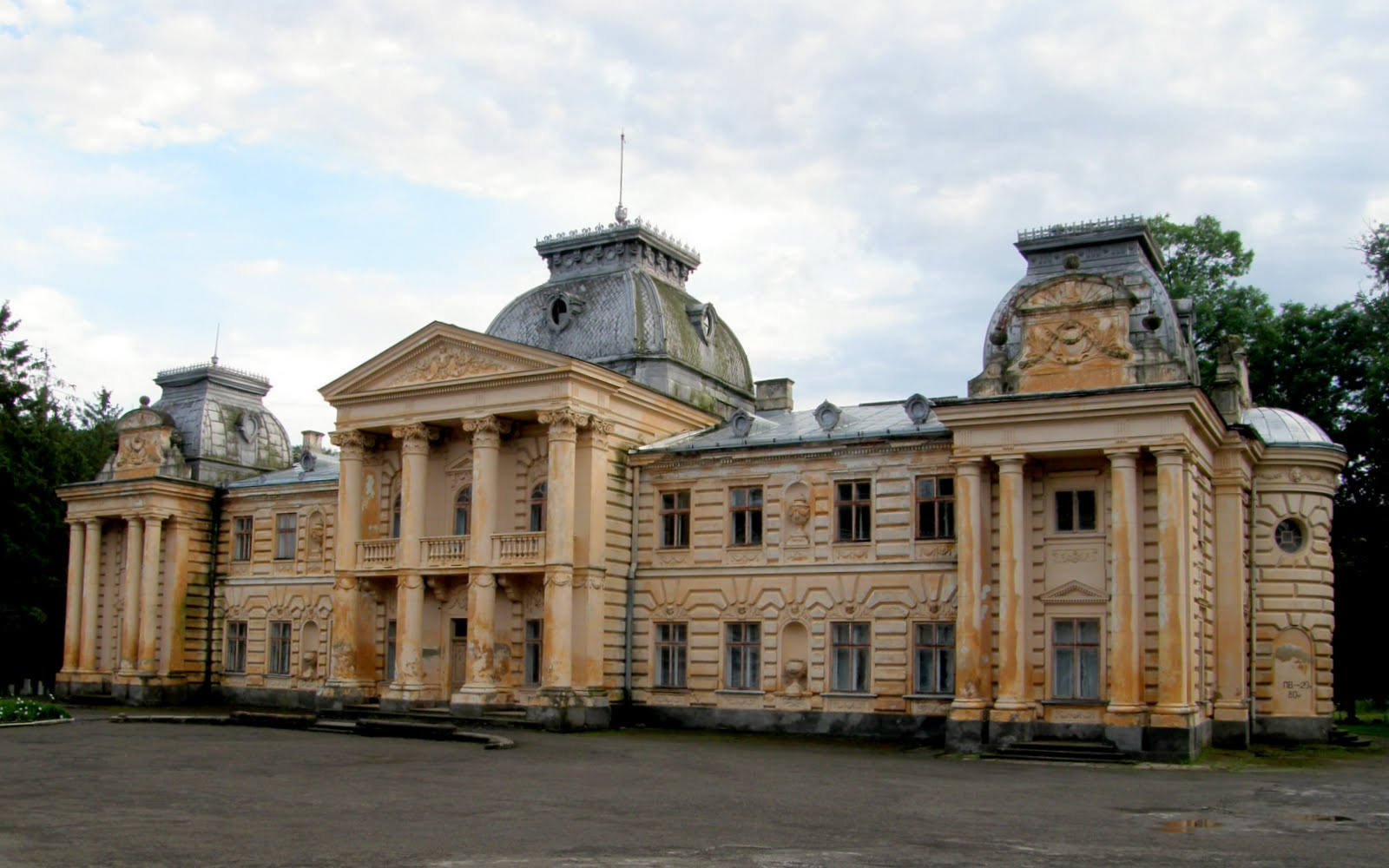
Коропець. Палац графа Бадені
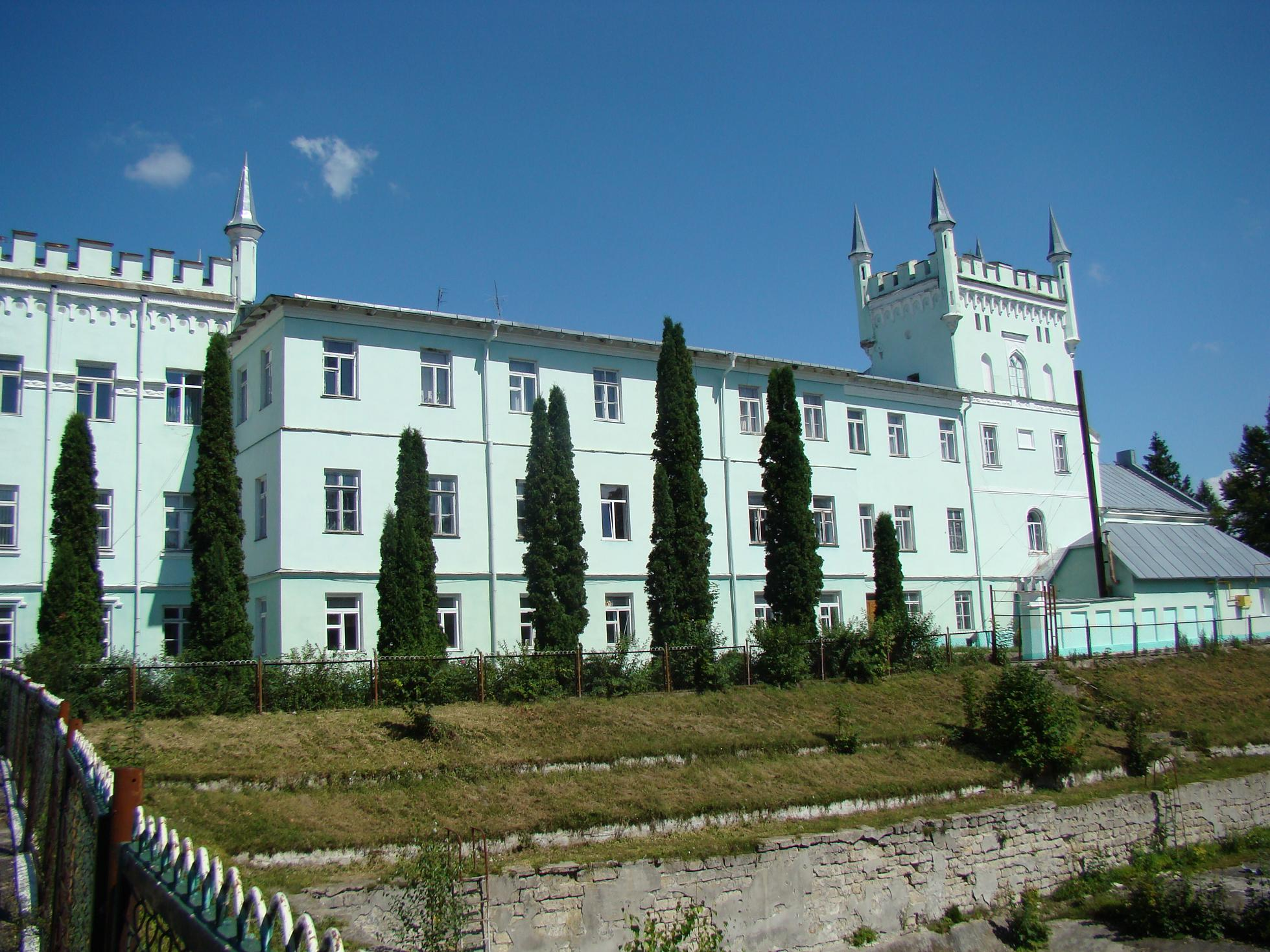
Білокриницький палац

## Харківська обл
- Садиба Сергія Кеніга, смт Шарівка, XIX ст., неоготика
- Садиба Івана Харитоненка, сел. Володимирівка (колишня Наталівка), палац зруйновано, садибні будівлі — туберкульозний санаторій
- Старий Мерчик, садиба Квашніних-Самаріних, класицизм кінця 18 ст., покинута, стоїть пусткою
- Садиба Павлової, село Малижине, колись Богодухівського уєзду, нині Золочівського району
- Садиба (Веселовських, потім Голіциних), село Довжик,
- садиба Квітки-Основ'яненка, у межах Харкова, неоготика.
- місто Люботин, 35 км від Харкова, палац, стан аварійний.
- Гиївка, садиба князів Святополк — Мирських

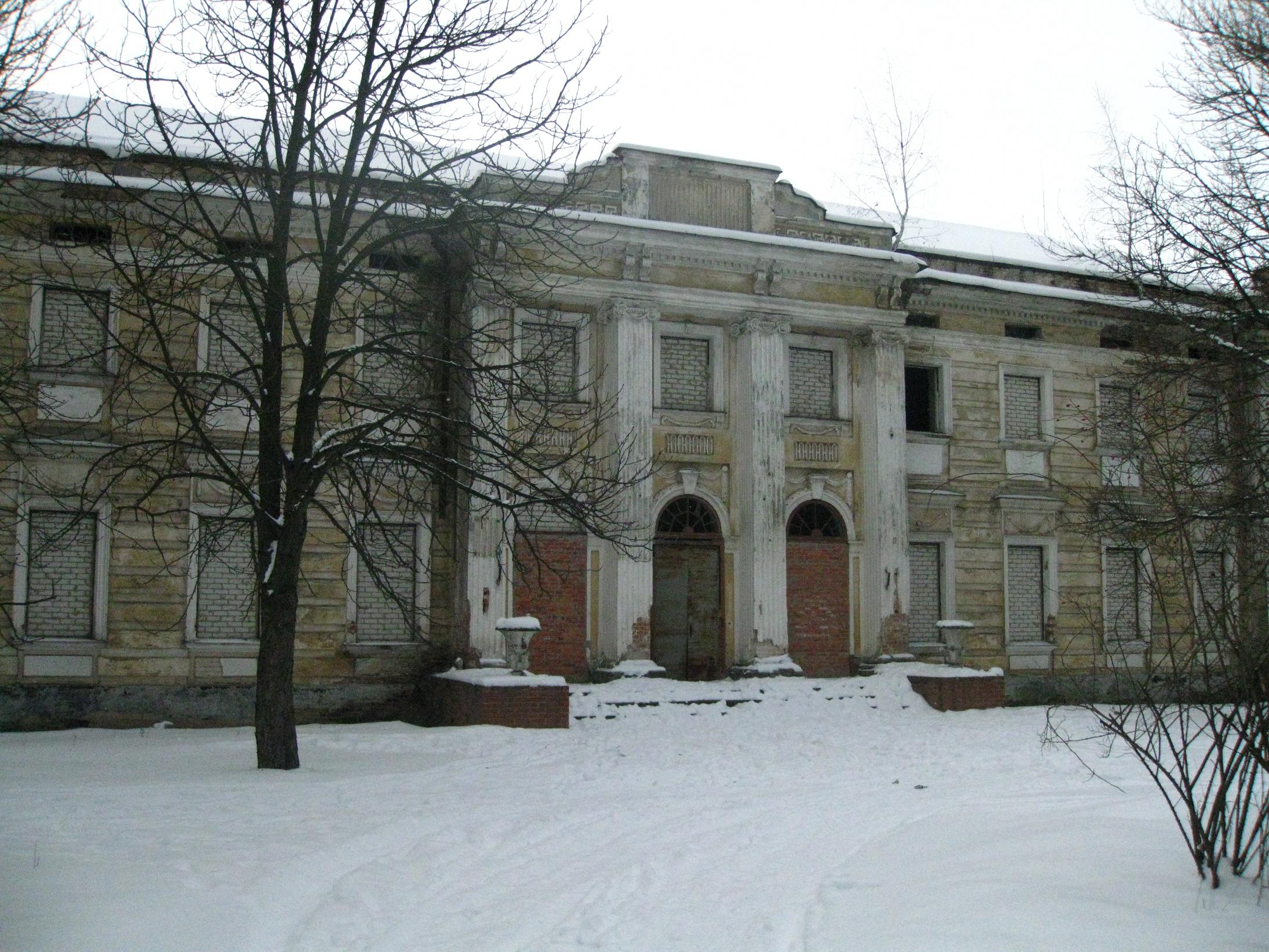
Старий Мерчик, садиба Квашніних-Самаріних
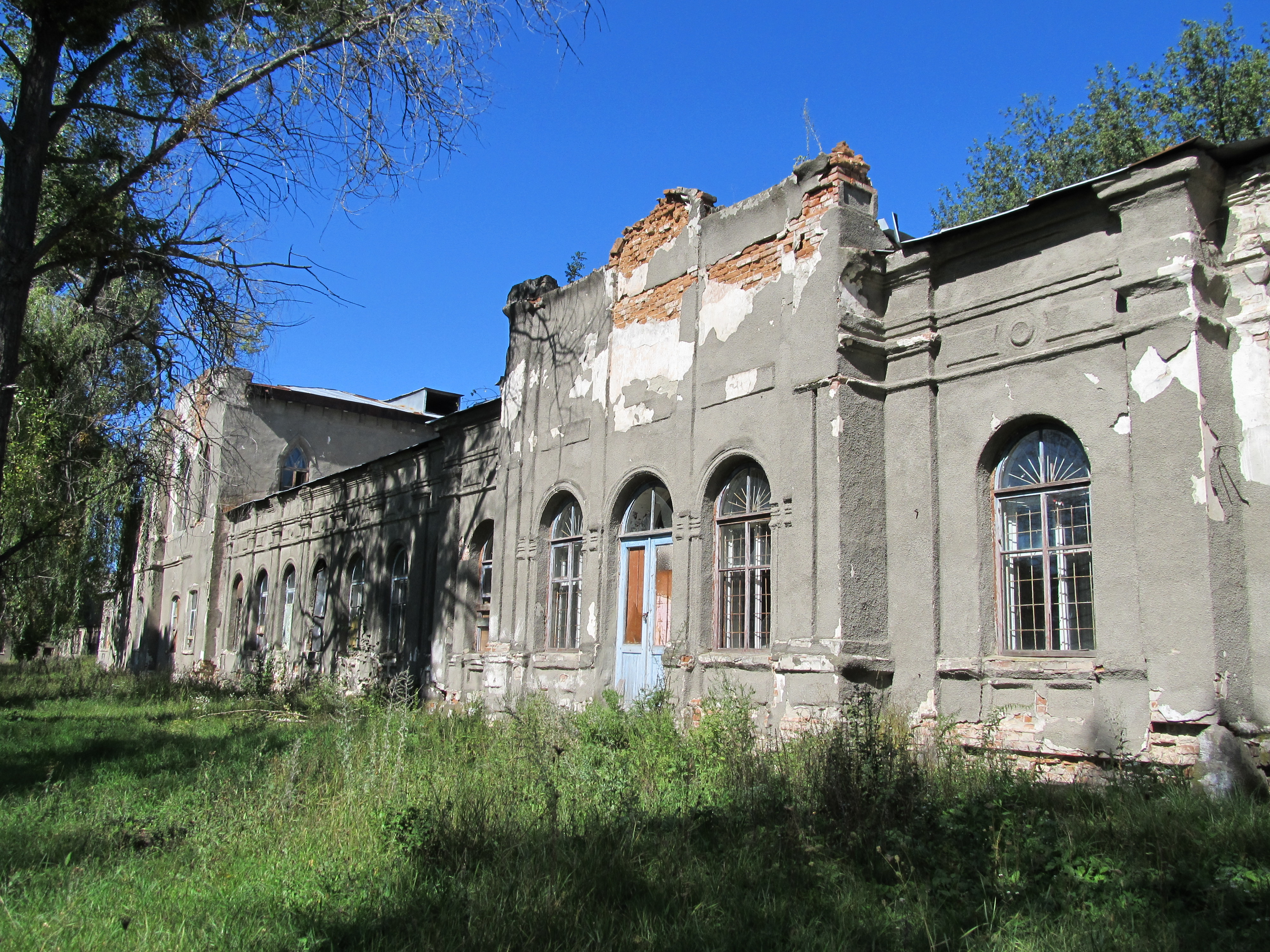
Садиба Гієвка князя Святополк - Мирського

## Херсонська обл
- садиба Фальц-Фейна, Асканія Нова, палац — адміністративний корпус заповідника.

## Хмельницька обл
- Тарнорудський палац Мордвинових, Тарноруда
- садиба Чечелей, с. Самчики, 19.ст. ампір, музей
- Палац Орловських, c. Маліївці
- Палац Санґушків (Славута), втрачений
- м. Ізяслав (Заслав), палац князів Сангушків, 18 ст. бароко (архітектор Паоло Фонтана), суцільна руїна.
- Палац Маровських у с. Скаржинці, 18-19 ст.
- село Отроків, садиба Ігнація-Сцибора Мархоцького початку 19 ст. (збереглися вежа-донжон, брама, грот в парку, тріумфальна арка — всі напівзруйновані)

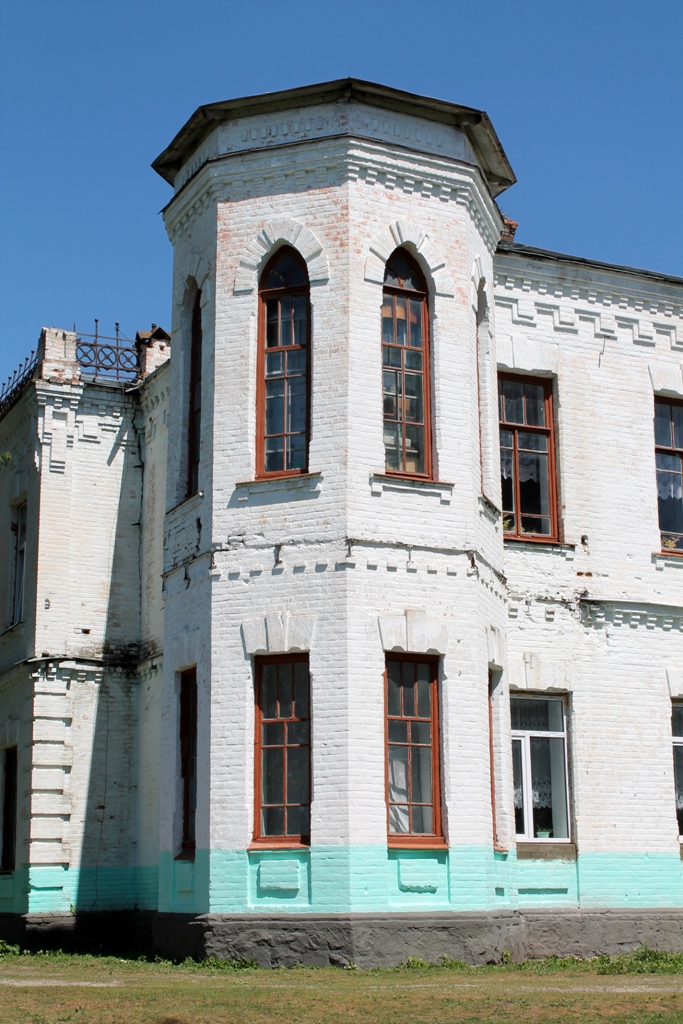
Тарноруда кутова башня в палаці.
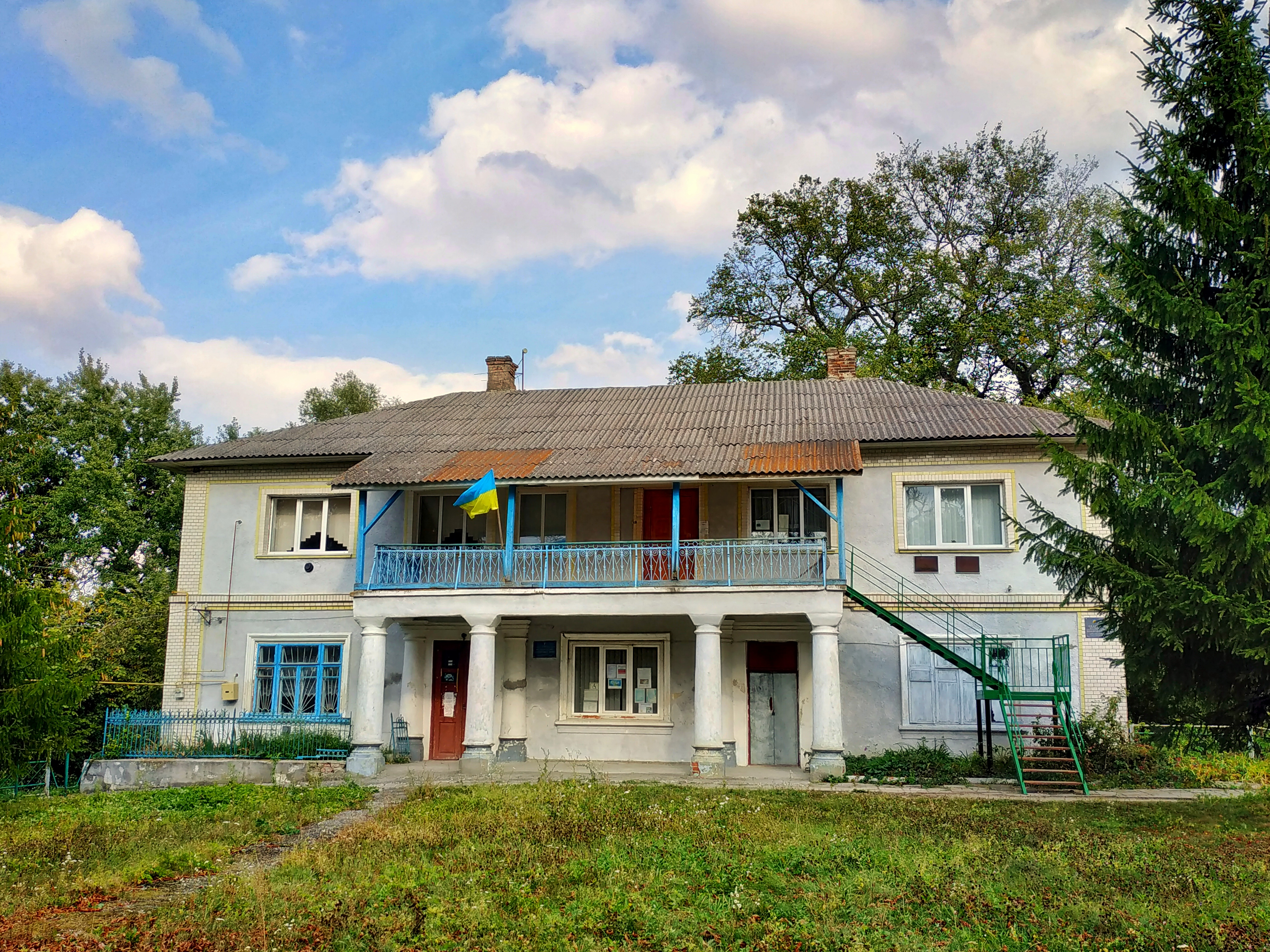
Палац Маровських у Скаржинцях
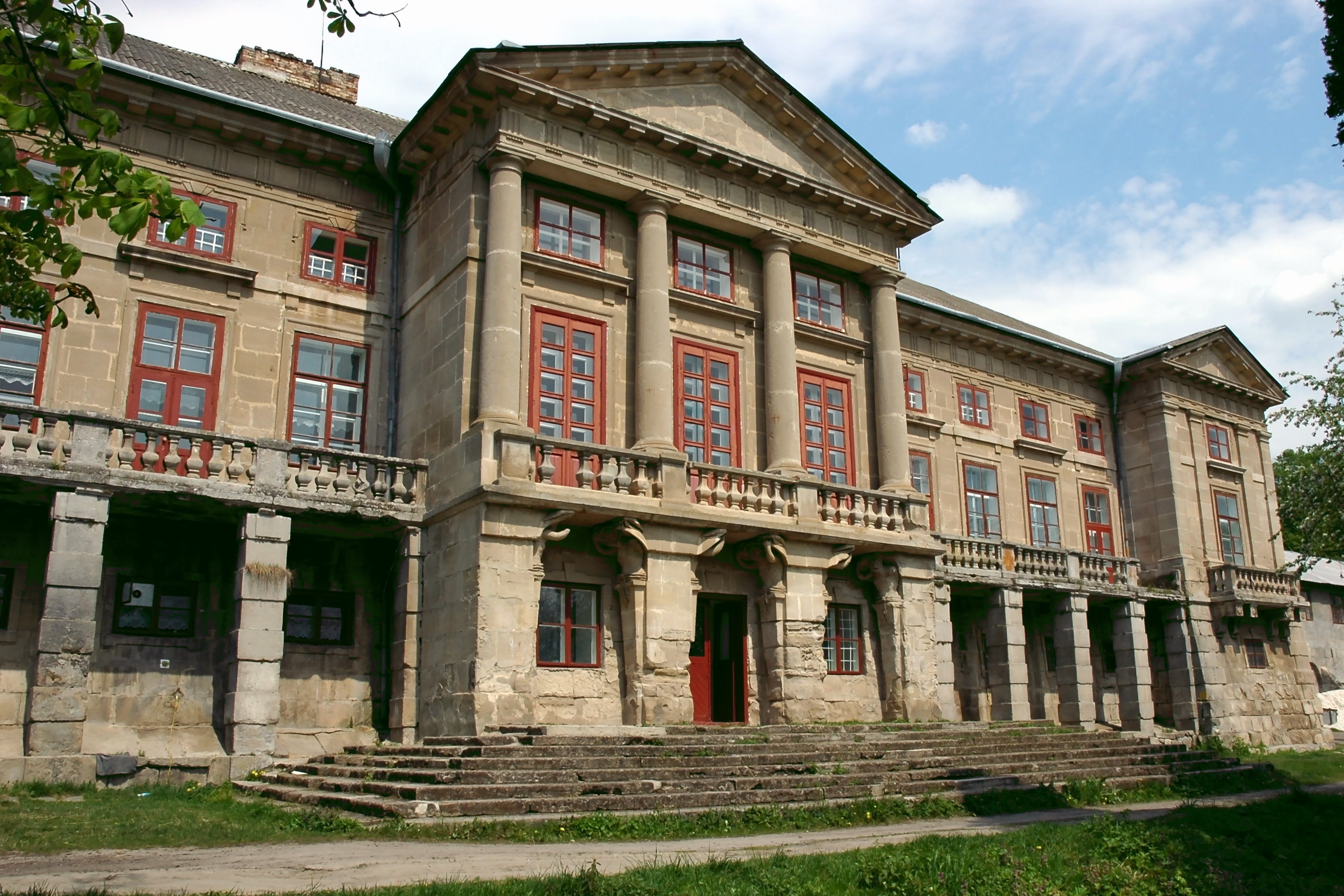
Південний фасад маєтку в Маліївцях
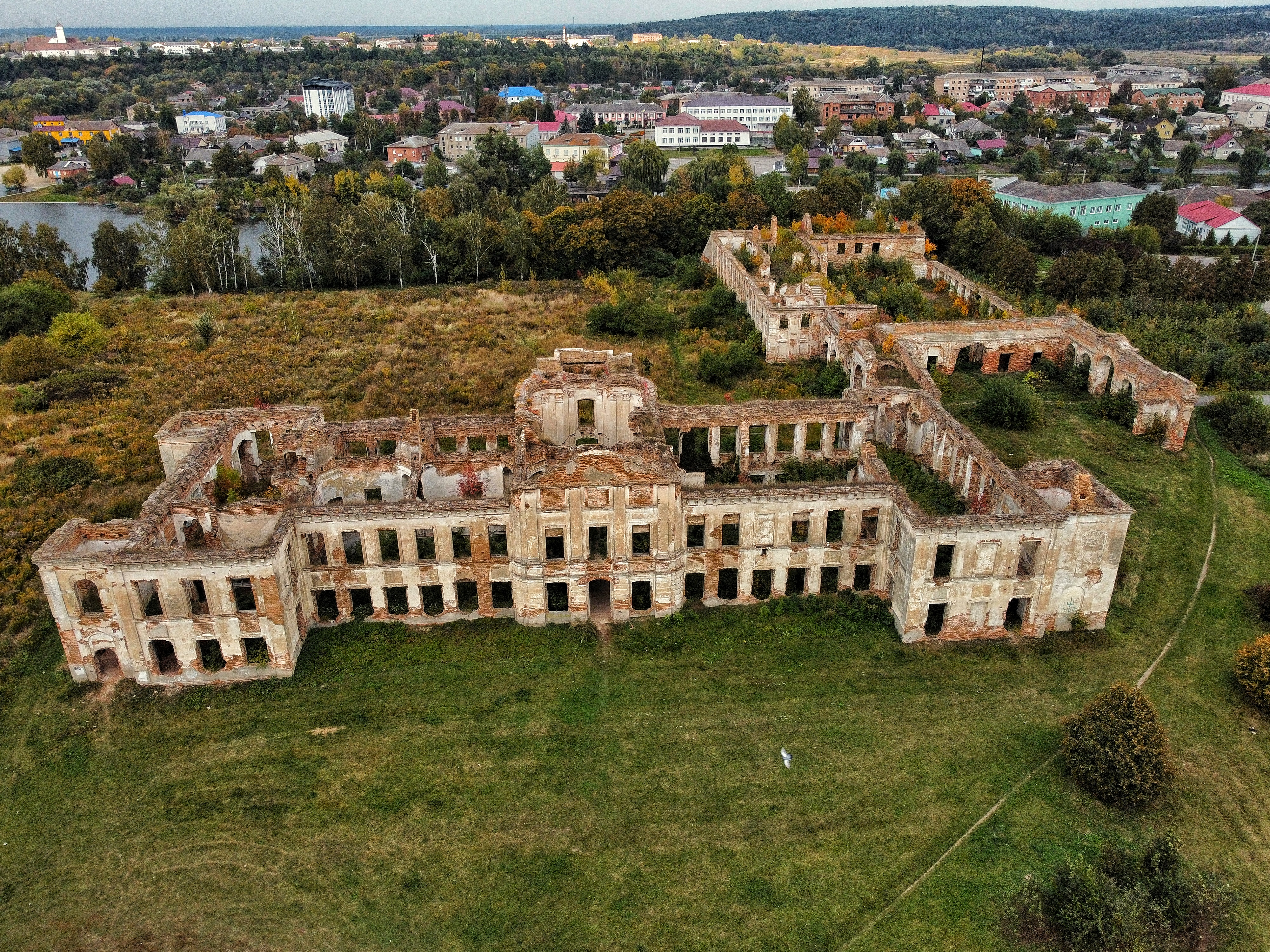
м. Ізяслав, руїни палацу Сангушків
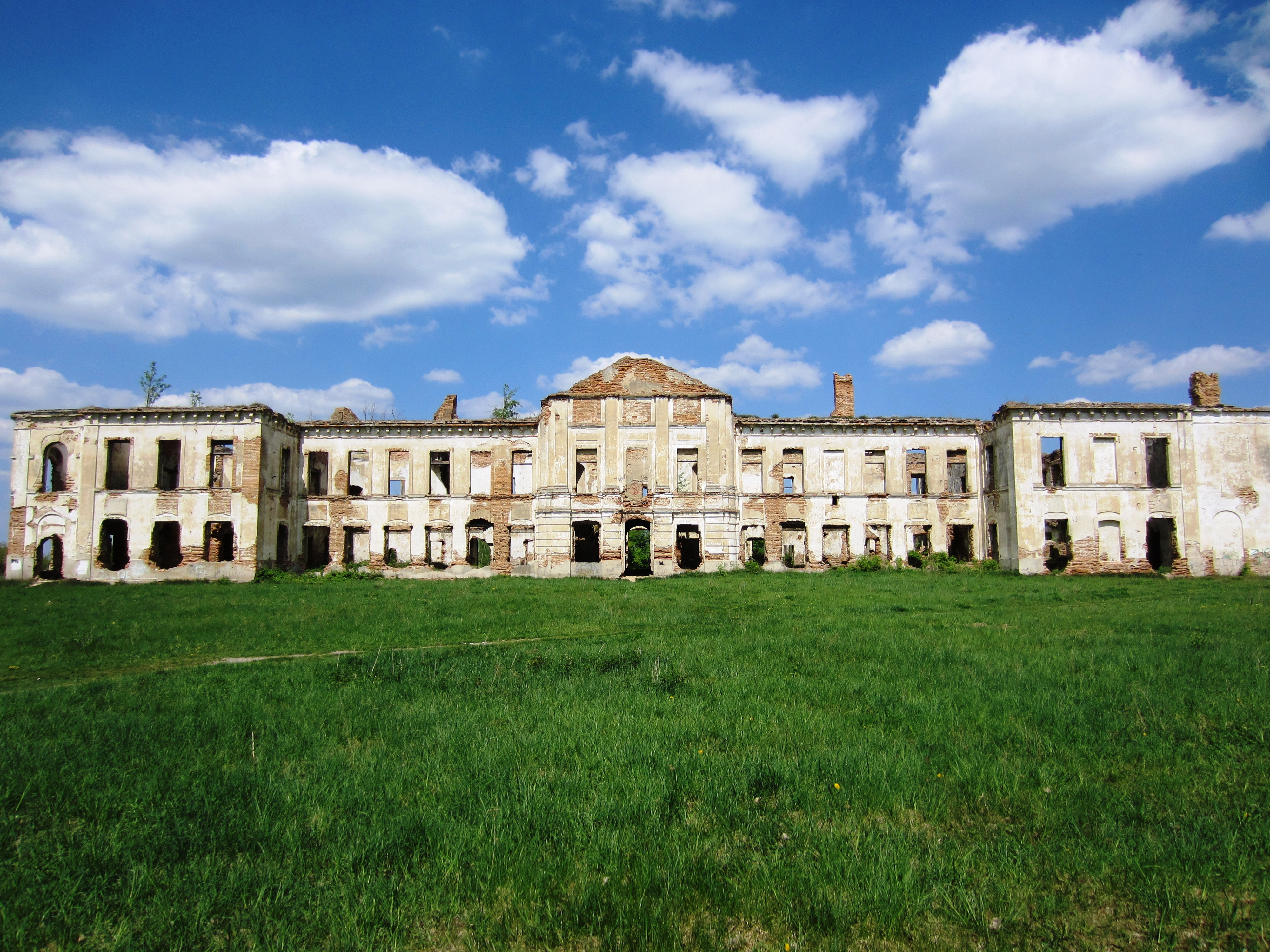
Палац Сангушків, стан на 2013 р.
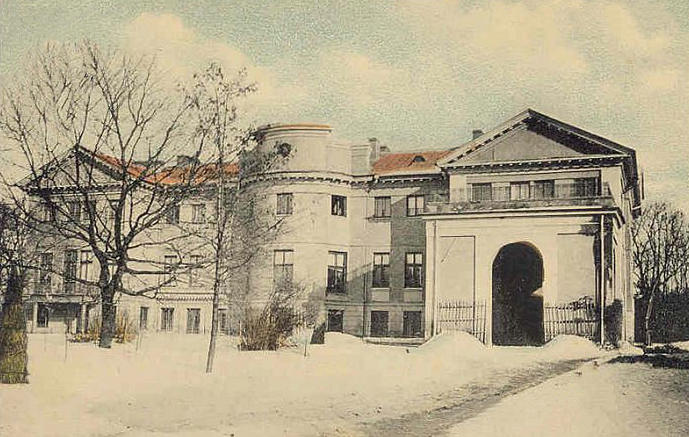
Палац князів Санґушків. Славута.

## Чернівецька обл
- Палац графа Сикантина, 1893 р., модерн, с.Стара Жадова [недоступне посилання з червня 2019]

## Чернігівська обл

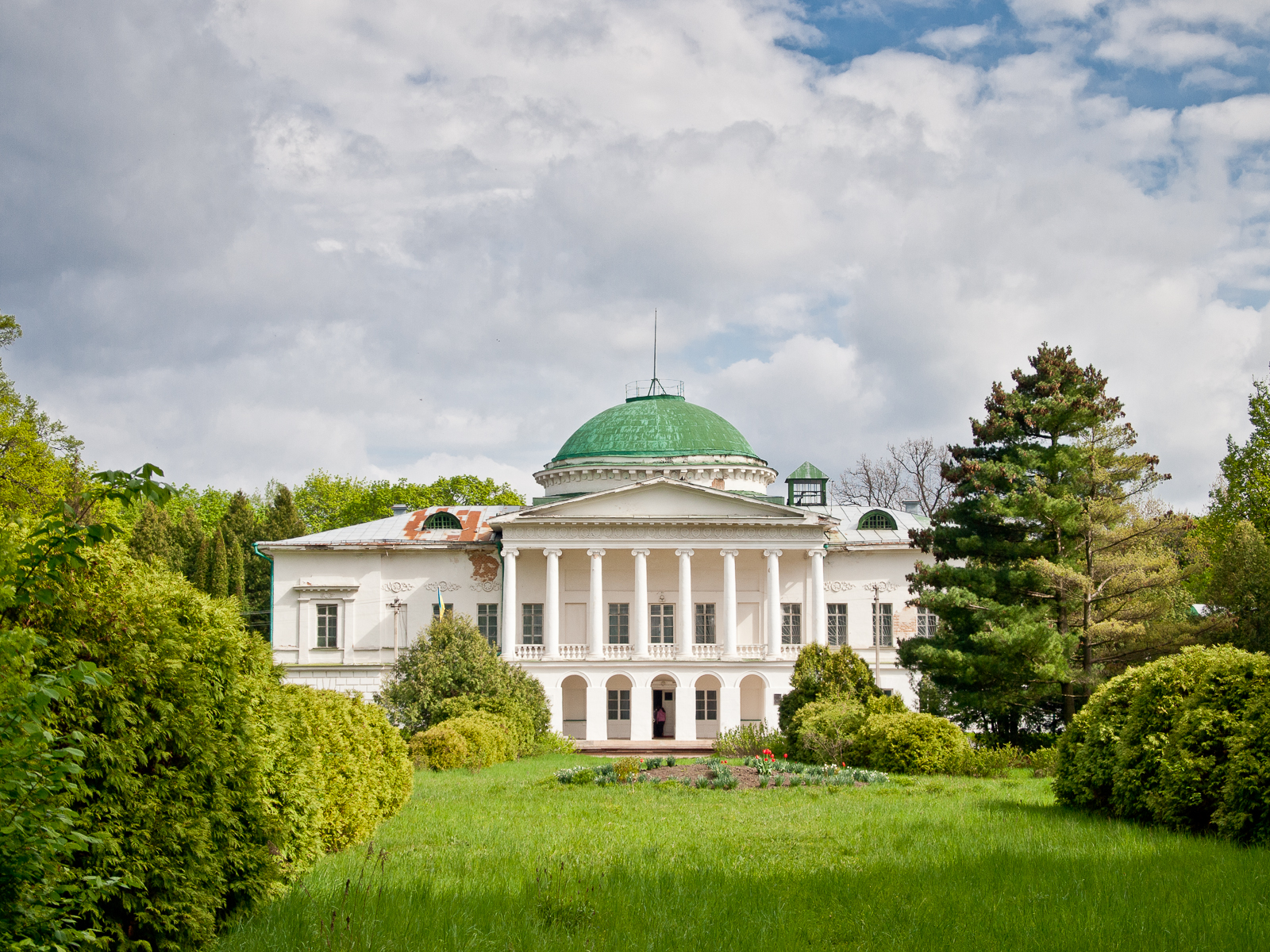
Палац Сокиринського парку

- палац П. О. Рум'янцева, с. Вишеньки, 18 ст, класицизм, санаторій
- палац П. О. Рум'янцева, с. Черешеньки, 18 ст, класицизм, зруйновано
- садиба Дараганів, Козелець, одноповерховий палацик, провінційний класицизм, стоїть пусткою
- садиба Лизогубів, м. Седнів, одноповерховий палац (еклектика)19 ст., початкова школа. (Кам'яниця Лизогубів 17 століття - це інша будівля, збережена.)
- палац Розумовського, м. Батурин, класицизм, 18 ст., музей
- садиба Качанівка Тарновських, класицизм, музей
- садиба Галаганів, Сокиринці, палац арх. П.Дубровський, класицизм, 19 ст., збережена, Аграрний ліцей + музей

## Черкаська обл

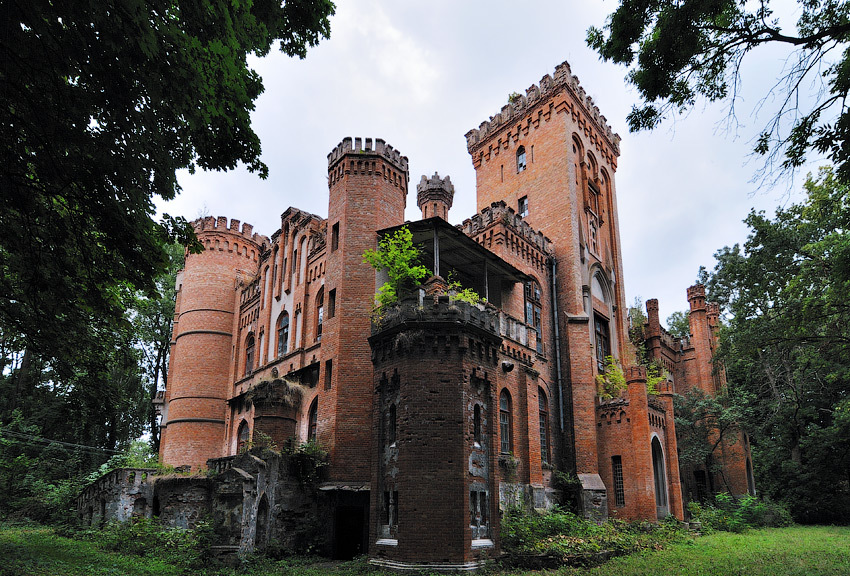
Палац Даховських Леськовому

- палац Даховських, Леськове, 19ст., неоготика, збережений
- садиба Голіциних, Козацьке, Звенигородський р-н, неоготика, 19 ст, зруновано, у присадибних будівлях-навчальний заклад, стан напіваварійний
- садиба Шувалова, Тальне, двоповерховий палац, еклектика, 19 ст, збережена, аварійний стан
- садиба Давидових, Кам'янка, господарський дім, зруйновано в 19 ст, збережений Зелений павільйон, музей декабристів і П. І. Чайковського
- садиба Олександра Абази, Шпола, 19 ст, збережена, інтернат для хворих дітей
- садиба (Понятовського)Лопухіна, Корсунь-Шевченківський, палац 1780 (арх. Ян Ліндсей) — початок 19 ст., мавританський стиль, збережено, музей

## Література

Старовинні маєтки України